# Opérations navales durant la guerre d'indépendance grecque
Les opérations navales jouèrent un rôle important au cours de la guerre d'indépendance grecque (1821-1830). Le cœur de l'insurrection, le Péloponnèse et ses abords immédiats, étant d'accès relativement difficile par voie de terre, il était important pour les deux parties de contrôler ses accès maritimes. L'Empire ottoman avait ainsi pour objectif de ravitailler les forteresses côtières encore en sa possession et d'y transporter des troupes. De leur côté, les insurgés essayaient de maintenir le blocus de ces forteresses et d'empêcher la reconquête des régions et îles en leur pouvoir. Leurs opérations de course et de pillage des côtes de l'Asie mineure jouèrent aussi un rôle en paralysant le commerce et les communications ottomanes et en provoquant des troubles dans l'Empire. En raison de la dissymétrie des flottes en présence, il y eut peu de réelles batailles navales, l'accent étant mis chez les Grecs sur l'utilisation de brûlots ; aucune des deux flottes ne réussit à prendre un avantage décisif, la flotte égypto-ottomane étant finalement détruite par une escadre anglo-franco-russe au cours de la bataille de Navarin en 1827.

## Contexte

La mer Égée, théâtre d'une grande partie des combats.

### Flottes
Durant le conflit, les insurgés grecs utilisèrent comme navires de guerre leurs navires marchands, qui étaient déjà équipés de canons en raison de l'insécurité maritime de l'époque. Les principales flottes provenaient des trois îles « nautiques » : Hydra, Spetses et Psará. L'organisation restait pensée comme une entreprise commerciale, les marins étant payés d'avance pour une campagne généralement prévue pour un mois, les gains éventuels étant divisés selon les mêmes règles que lors d'un voyage commercial. L'autorité des « amiraux », désignés à chaque campagne, était très relative et reposait surtout sur leur influence personnelle, le commandant élu pour diriger la flotte combinée (généralement un Hydriote) n'étant qu'un primus inter pares et chaque contingent insulaire conservant son propre « amiral » et chaque propriétaire de navire gardant sa liberté d'action.
De son côté, la flotte ottomane avait été reconstituée au cours du règne de Sélim III après sa destruction à Tchesmé en 1770, mais en 1820 elle était vieillissante. Elle comprenait alors environ 60 navires, dont 20 vaisseaux de ligne, 20 frégates et 20 corvettes. Sa principale faiblesse était le manque de formation et d'expérience des officiers et surtout des matelots et des artilleurs, qui étaient embauchés tous les ans pour la campagne maritime (environ 6 mois) et licenciés ensuite. Les artilleurs manquaient aussi d'expérience. La flotte proprement ottomane pouvait cependant s'appuyer sur des contingents provenant des Régences barbaresques (Alger, Tunis, Tripoli), habitués à la course, et sur les navires de la flotte égyptienne que Méhémet Ali mettait alors sur pied.

## 1821

### Insurrection
Les premiers mouvements insurrectionnels se produisirent dans le Péloponnèse à partir du 27 mars (prise de Kalamata le 4 avril). La première île à rejoindre la révolte fut Spetses, les 14 et 15 avril, suivie une semaine plus tard de Psará, le 22 avril, jour de Pâques. La situation resta plus longtemps ambiguë à Hydra, dont les primats n'étaient au départ pas favorables au déclenchement de la révolution, au contraire de la population. Sous la direction d'un capitaine, Économou, une insurrection populaire força finalement les autorités d'Hydra à se déclarer en faveur de l'indépendance le 28 avril.
Dès le début de l'insurrection, plusieurs flottilles de Spetses allèrent bloquer les ports du Péloponnèse : huit navires à Nauplie, une douzaine à Monemvasia et d'autres à Navarin.

### Expédition vers l'Asie Mineure
Après le ralliement d'Hydra, une première expédition conjointe rassemblant des navires des trois principales îles fut mise sur pied début mai. L'objectif avait d'abord été la côte d'Épire, où une division de la flotte ottomane était stationnée depuis la révolte d'Ali Pacha en 1820. Finalement, sur l'avis de Neophytos Vamvas, un homme de lettres sciote, on décida d'envoyer la flotte vers la riche île de Chios afin de la gagner à la cause de la révolution. La flottille, dirigée par Tombázis et comprenant onze navires hydriotes et sept spetsiotes, appareilla le 3 mai. Elle fit escale à Tinos, alors la plus riche des Cyclades, où se posa pour la première fois le problème de l'attitude à adopter vis-à-vis des navires « neutres », naviguant sous pavillon européen mais convoyant des marchandises ou des passagers turcs. Les équipages apprirent dans l'île l'exécution du patriarche Grégoire V, qui avait eu lieu le 22 avril. La flotte gagna ensuite Psará où elle fut renforcée le 6 mai par un contingent de cette île. La tentative de soulever Chios s'avéra finalement un échec. Tombázis regagna donc Hydra le 21 mai, après avoir envoyé des navires croiser dans l'ensemble de l'Égée et jusqu'à Chypre.
Bien que son objectif principal n'ait pas été atteint, cette première sortie permit de propager la révolution dans l'ensemble des îles Égéennes et d'interrompre le commerce et les communications maritimes ottomanes, les navires grecs capturant à l'occasion un important butin. Par ailleurs, le massacre systématique des prisonniers musulmans annonçait le caractère de guerre d'extermination du conflit.

### Expédition dans le golfe de Corinthe

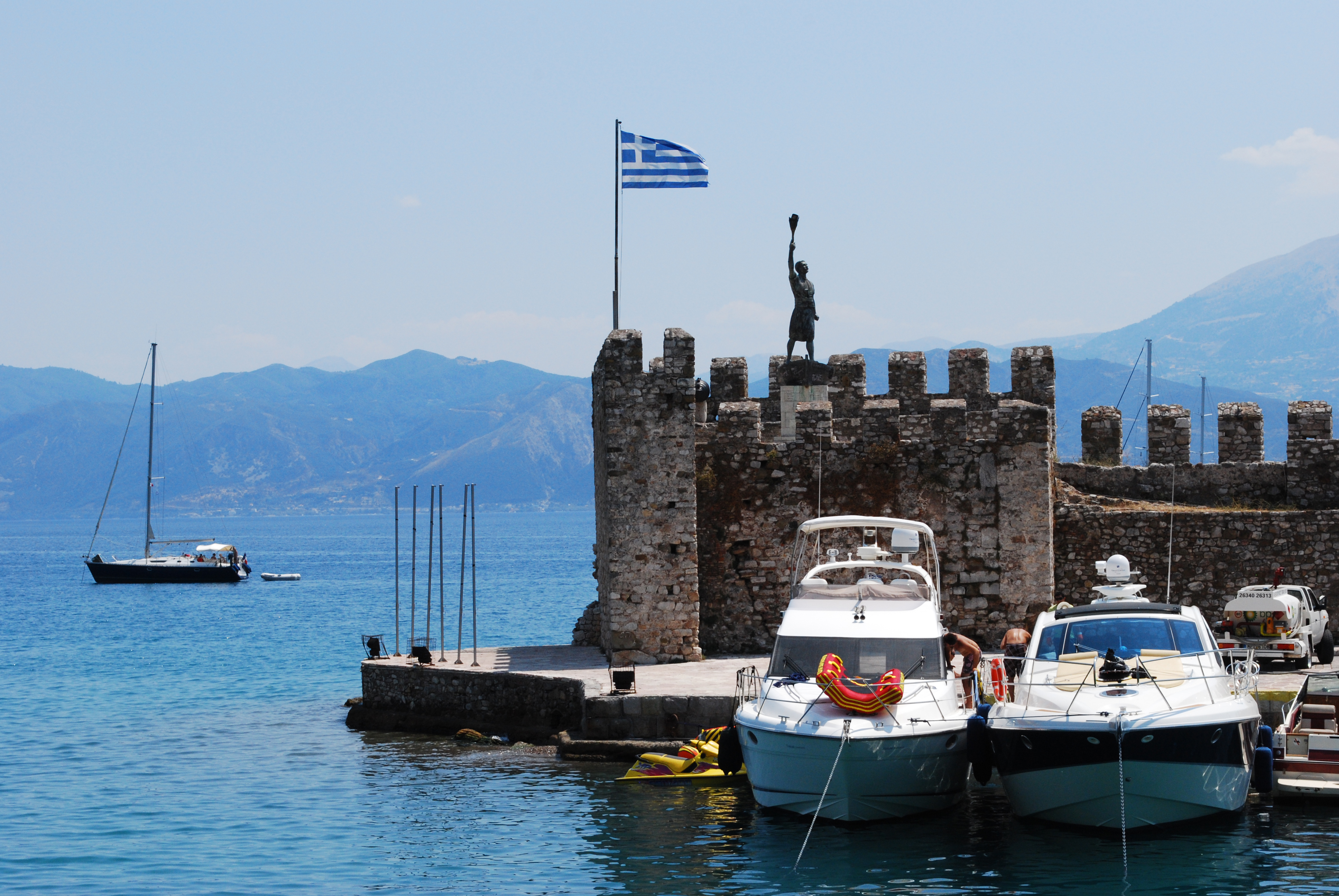
Statue de « Georges le Paxiote » à l'entrée du port de Lépante.

Les primats d'Hydra ayant repris le pouvoir après la chute d'Économou le 23 mai, une expédition conjointe d'Hydra et Spetsès fut organisée en direction des côtes occidentales de la Grèce (Péloponnèse, îles Ioniennes et Épire). 6 navires appareillèrent le 18 mai de Spetsès, et 6 autres d'Hydra les 23 ou 24, ; les deux escadres firent leur jonction à Navarin où elles laissèrent deux navires pour en poursuivre le blocus et arrivèrent en vue de Patras le 1er juin, rejoints à l'entrée du golfe de Patras par des navires de Galaxidi et un navire de Céphalonie (pourtant théoriquement neutre car dépendant de la République des Îles Ioniennes sous protectorat britannique, plutôt turcophile). La flottille turque de 5 ou 6 navires stationnée devant la ville se réfugia dans le golfe de Corinthe, à Lépante, tandis que le gouverneur de Patras, Youssouf, détruisait les restes encore debout de la ville et se réfugiait dans la forteresse.
Poursuivant les navires ennemis, les Grecs franchirent les petites Dardanelles le 2 juin, sous le feu des forts de Rion et Antirion, et entreprirent le blocus de Lépante, assiégée par terre par des troupes rouméliotes. La présence de la flotte entraina les villes de Missolonghi et Anatoliko à la révolte les 6 et 7 juin, suivies de l'ensemble de l'Étolie-Acarnanie. Le 22 juin, une attaque par un brûlot dirigé par un certain « Georges le Paxiote » échoua, ce dernier étant capturé, empalé et grillé sur un feu. Les Grecs débarquèrent ensuite des canons pour établir une batterie, mais celle-ci fut prise par les Turcs lors d'une sortie de la garnison. Finalement, les Grecs à court de vivres et ayant atteint la période d'un mois pour laquelle les équipages avaient été payés, les deux escadres quittèrent le golfe de Corinthe les 26 et 27 juin pour rejoindre leurs bases, permettant aux Ottomans de reprendre leurs communications maritimes et de ravitailler Patras,. Selon Orlándos, seul serait resté le navire Agamemnon appartenant à Bouboulina, commandé par ses demi-frères et un de ses fils, accompagné des navires galaxidiotes et du navire de Céphalonie ; cette flottille se retira à Galaxidi lorsque l'escadre ottomane de Mourtos (en Épire) pénétra à son tour dans le golfe de Corinthe le 29 juin, permettant aux navires bloqués à Lépante d'aller se ravitailler à Zante sous la protection de navires anglais,.

### Sortie de la flotte ottomane, premiers affrontements

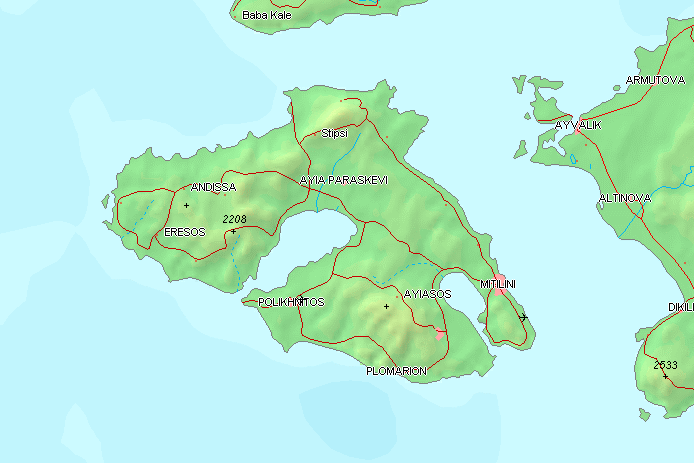
Carte des environs de Lesbos.

Une première division de la flotte ottomane, constituée d'un vaisseau de ligne, de trois frégates, d'une corvette et de deux bricks, appareilla de Constantinople le 19 mai sous le commandement du Reala bey. Elle ne sortit des Dardanelles qu'au bout de deux semaines, et mouilla près des îles Moschonissia, près de Lesbos, en face d'Ayvalık ; son but semblait être la reprise de l'île de Samos.
La flotte grecque combinée appareilla le 30 mai pour surveiller ses mouvements ; elle se composait de 22 navires d'Hydra, sept de Spetses et neuf de Psará, à nouveau sous le commandement de Tombázis. Le 5 juin, les navires grecs rencontrèrent à l'ouest de Lesbos un navire de ligne à deux ponts de 74 canons, en route pour renforcer l'escadre ottomane ; en apercevant les navires ennemis, il chercha à se réfugier dans la baie bien protégée de Sigri, sur la côte ouest de Lesbos, mais en fut empêché par les Grecs et jeta l'ancre un peu plus loin, à Skala Eressou, où il embarqua des renforts. Les navires grecs essayèrent d'abord de le canonner, sans succès ; alors que les capitaines réunis discutaient d'un abordage, l'un d'eux proposa d'utiliser un brûlot, solution qui fut adoptée. Un vieux navire fut alors reconverti dans ce but, et une gratification offerte aux volontaires pour le manœuvrer. La première tentative, par l'Hydriote A. Pipínos, fut un échec, la mise à feu ayant été trop précoce,. Après deux jours d'absence de vent, le 8 juin, une nouvelle tentative effectuée par le Psariote D. Papanikolís réussit à détruire le navire ottoman et son équipage de 500 à 600 hommes, les fuyards étant massacrés (un second brûlot fut aussi inutilement consumé). Informée de la nouvelle par le pacha de Lesbos, l'escadre ottomane retourna précipitamment vers les Dardanelles pour se mettre à l'abri.

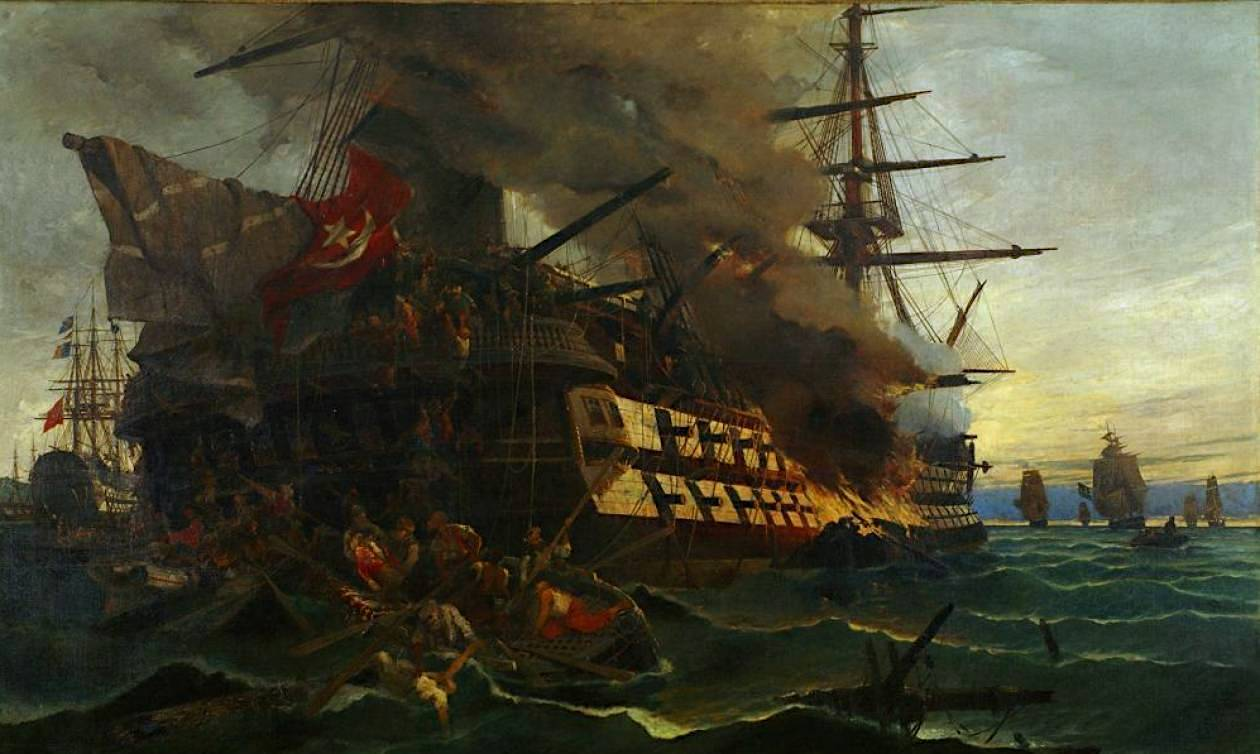
Constantínos Volanákis, L'incendie du navire ottoman à Eressos.

Provisoirement maîtres des mers, les Grecs, après avoir projeté d'attaquer Lesbos ou Smyrne, décidèrent finalement de se diriger vers la riche ville d'Ayvalik / Kydônies, située sur la côte d'Asie mineure en face de Lesbos et alors entièrement peuplée de Grecs, célèbre pour son collège. Les habitants, peu enclins à rejoindre les insurgés, avaient commencé à quitter la ville, se réfugiant sur les îles Moschonissia. Les navires apparurent sur la côte le 13 juin, en même temps qu'une troupe de 600 soldats envoyés par le pacha de Bursa entrait dans la cité ; des incidents ayant éclaté entre la population et les soldats, le commandant dut évacuer la ville et demander des renforts avant de réoccuper les principaux quartiers le jour suivant, avec 2 000 hommes. Les habitants ayant au départ décliné les ouvertures faites par la flotte grecque, celle-ci était sur le point d'appareiller lorsque les réfugiés demandèrent à être embarqués. Pour faciliter l'opération, il fut décidé de débarquer une partie des équipages afin de chasser les Turcs, et d'attaquer la ville. Le 15 vers 10h, des canots commencèrent ainsi à bombarder les positions turques retranchées dans les maisons du bord de mer. Les habitants de la ville, qui n'avaient pas pris part aux premiers combats, finirent par ouvrir le feu depuis leurs maisons sur les Turcs en comprenant que leur ville était de toute façon promise à la destruction. Les insulaires ayant débarqué, les combats durèrent jusqu'à 17h, faisant peut-être 500 morts chez les Ottomans et 200 chez les habitants. Les Turcs furent finalement chassés mais la ville, ravagée par un incendie, était entièrement détruite. Trois heures plus tard, l'évacuation était achevée. Le 16, la flotte surchargée de réfugiés se dirigea vers Psará pour les déposer, avant de revenir croiser dans les parages des Dardanelles. Finalement les trois escadres se séparèrent et Tombázis regagna Hydra avec son contingent le 25 juin.

### Seconde sortie ottomane

#### Combats autour de Samos

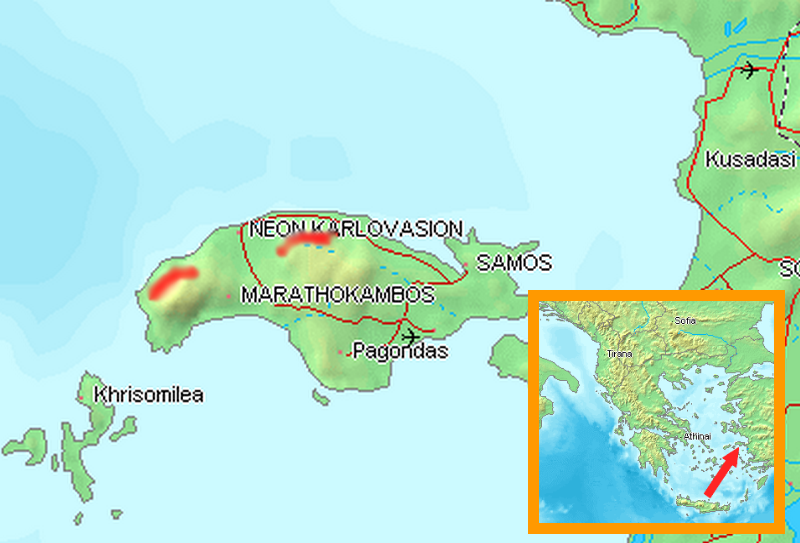
Carte de Samos et de la côte anatolienne.

La flotte ottomane effectua une nouvelle sortie le 14 juillet, cette fois avec des moyens plus importants : 4 vaisseaux de ligne dont un trois-ponts, 5 frégates et plus de 20 navires plus légers, commandés par le Capitana bey Kara Ali. La flotte se dirigea vers le sud et stationna le 17 à Kusadasi, où des troupes avaient été rassemblées en vue d'attaquer Samos. Cependant, cette armée s'était dispersée à la suite de troubles dans la ville et l'embarquement fut impossible. Ali rassembla cependant des troupes et proposa une reddition aux Samiotes, les assurant que les autres îles s'étaient déjà rendues : les insulaires demandèrent 3 jours de réflexion afin de gagner du temps. Le lendemain, la flotte ottomane s'approcha de Samos et tenta un débarquement de 1 000 hommes sur des canots, qui furent repoussés à terre et battirent en retraite, perdant 200 hommes. Alors qu'un nouvel assaut était préparé, l'arrivée de la flotte grecque par le nord provoqua la fuite de la flotte ottomane vers le sud. Les Grecs ayant rassemblé à Psará 90 navires, la plus grosse flotte qu'ils aient constituée au cours de la guerre. Étant passé devant Chios le 19 juillet, ils interceptèrent le 21 dix navires de transport de troupes qui tentaient de rejoindre la flotte ottomane depuis la côte ; ayant regagné la côté, ces navires turcs abandonnés par leurs équipages furent brûlés par les Grecs. Cette intervention mit provisoirement Samos à l'abri d'une invasion, les troupes terrestres refusant de réembarquer.

#### Combats dans le Dodécanèse
Poursuivant la flotte ottomane, les Grecs la rejoignirent le 24 juillet près de Kos. Les navires grecs immobilisés par un calme furent attaqués par des canots turcs et quatre brûlots durent être abandonnés après avoir été embrasés ; l'un d'entre eux fut cependant capturé, le feu ayant pu être éteint à temps. La flotte grecque retourna à Samos où elle débarqua des munitions, tandis que la flotte ottomane se rendait à Rhodes où elle fut renforcée par une escadre égyptienne commandée par Ismael Gibraltar, forte d'une frégate et de 13 petits navires et ayant à son bord plusieurs centaines de mercenaires albanais.
Un engagement indécis eut lieu le 10 août près de Patmos, au cours duquel la flotte grecque fut mise en difficulté et un brûlot consumé sans effet. Les deux flottes se contentèrent ensuite de se surveiller mutuellement ; finalement, les équipages grecs insistèrent pour regagner leurs ports d'attache, la période d'un mois pour laquelle ils avaient été payés étant écoulée, et la flotte se sépara alors fin août.

#### Combats à l'ouest du Péloponnèse et dans le golfe de Corinthe

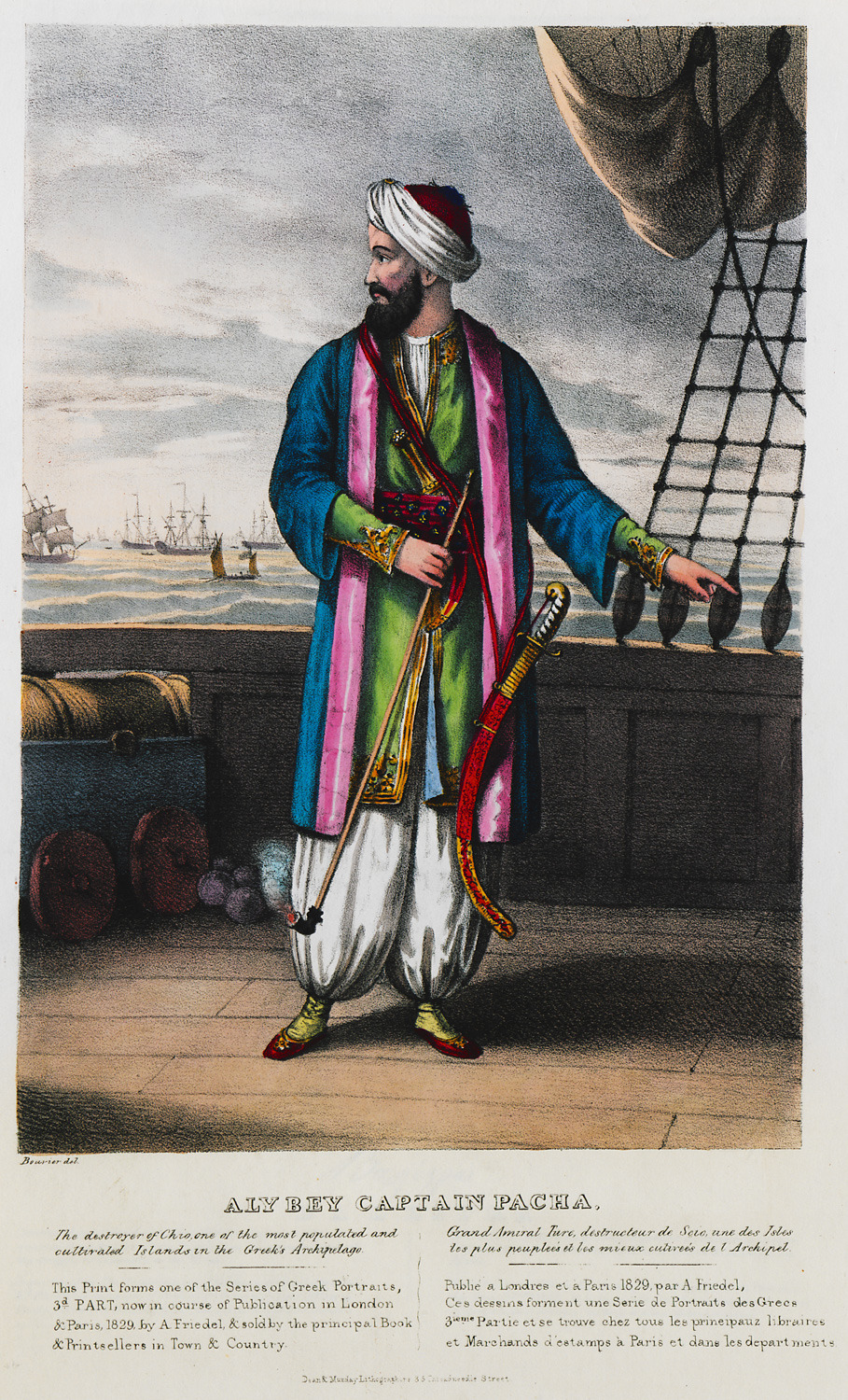
Nasuhzade Ali Pacha, plus communément appelé Kara Ali Pacha, Capitana bey (amiral), puis Capitan pacha (grand amiral) de la flotte ottomane.

Le 3 septembre, un navire envoyé en éclaireur revint à Hydra avec la nouvelle que la flotte ottomane se dirigeait vers la Crète. En réalité, Kara Ali se dirigea vers les côtes du Péloponnèse dès que la voie fut libre, et mouilla le 7 septembre à Coron (alors assiégée par les Grecs), qu'il ravitailla ainsi que la forteresse proche de Modon ; la forteresse de Navarin était quant à elle tombée quelques semaines auparavant. Une escadre turque se dirigea alors vers Kalamata qui fut évacuée par ses habitants ; Baleste, un officier franco-grec au service d'Ypsilantis, était en train d'y former un embryon d'armée régulière et il se retrancha sur la plage avec sa petite troupe ainsi que 300 Maniotes commandés par Mourtzinos. Les Ottomans renoncèrent alors à débarquer et, après une semaine, se dirigèrent vers Zante pour s'y ravitailler.
Ayant envoyé un de ses amiraux chercher la flottille ottomane d'Épire à Igoumenitsa, Kara Ali se dirigea vers Patras où il mouilla le 18 septembre. La situation du gouverneur ottoman de Patras, Youssouf, était alors très difficile : la garnison était proche de la mutinerie, les provisions s'épuisaient à la suite de la reprise du blocus maritime fin août et à la poursuite du blocus par la terre. Grâce aux renforts de leur flotte, les Ottomans firent une sortie le 21, dispersèrent les Grecs et capturèrent leur artillerie. Une escadre ottomane, presque entièrement composée de navires égyptiens et algériens et forte d'une frégate et une trentaine de bricks, fut ensuite envoyée dans le golfe de Corinthe sous les ordres du commandant du contingent égyptien, Ismael Gibraltar, et de Youssouf Pacha. Après un raid sur Vostitsa, ils arrivèrent devant Galaxidi qu'il commencèrent à bombarder le 1er octobre. Les habitants s'étaient préparés à une attaque, fermant l'entrée du port avec leurs navires et établissant une batterie sur un îlot ; le lendemain, les Ottomans remportèrent cependant une victoire complète, capturant la flotte et s'emparant de la ville après un débarquement réussi des Algériens. Ils emmenèrent ainsi 34 navires à Patras, brûlant les autres et détruisant la ville.
L'hiver approchant, Kara Ali prit le chemin du retour vers Constantinople ; arrivé à Zante le 6 octobre, il y fut retenu par des vents contraires et l'arrivée de la flotte grecque. À la suite de dissensions entre les primats d'Hydra et de Spetsès, les navires de ces îles étaient restés inactifs au cours de septembre, mais devant la situation et les remontrances d'Ypsilantis, ils envoyèrent finalement une trentaine de navires. Le 12, un brick algérien attaqué par 18 Grecs fut forcé de s'échouer sur la côte de Zante. L'équipage fut attaqué par des habitants de l'île, enfreignant ainsi la neutralité des îles Ioniennes ; des échauffourées se produisirent alors entre la population et les autorités anglaises, faisant plusieurs morts dont un soldat anglais. La loi martiale fut alors décrétée sur l'île et plusieurs Zantiotes pendus. Quelques engagements indécis eurent lieu entre les deux flottes, l'amiral ottoman n'osant pas engager ses navires malgré sa forte supériorité, et les Grecs étant de force insuffisante, et hormis la capture d'un brick spetsiote à l'ancre par des Algériens, aucun affrontement majeur n'eut lieu. Quittant Zante le 15 octobre, la flotte ottomane put ainsi regagner l'Hellespont sans être inquiétée, s'arrêtant au passage pour piller l'île inoffensive de Samothrace. Entrant dans le port de Constantinople le 24 novembre, Kara Ali put mettre en scène un retour victorieux, ayant fait pendre aux vergues des navires capturés des prisonniers grecs ; pour ses succès (qualifiés ironiquement par Gordon d'« exploits très modérés »), il fut alors promu au poste de Capitan pacha, le plus élevé de la marine ottomane.

## 1822

### Sortie de la flotte légère ottomane, bataille de Patras
Contrairement à leur habitude de ne pas naviguer en hiver, les Ottomans envoyèrent dès le début de l'année une première division navale légère dans l'Égée, la flotte principale devant suivre au printemps. Commandée par le nouveau Capitana bey, elle était composée de 3 frégates, 14 corvettes, 18 bricks et goélettes et comprenait les escadres algérienne, tripolitaine (7 navires chacune), tunisienne (5 navires) et égyptienne (commandée par Ismael Gibraltar). Elle accompagnait des navires de transport convoyant 3 à 4 000 soldats, commandés par Kara Mehemet Pacha.
L'escadre se dirigea d'abord vers Hydra, qu'une conspiration devait faire tomber entre ses mains ; celle-ci ayant été déjouée, l'amiral turc quitta les parages de l'île après quelques jours et se dirigea vers le Péloponnèse. Il projeta alors avec le gouverneur de Modon une attaque sur la citadelle peu gardée de Navarin : le 11 février, Ismael Gibraltar entra dans la baie avec 3 navires tandis que la garnison de Modon attaquait par la terre. Navarin fut sauvé par l'intervention de 42 Philhellènes commandés par le comte Karl von Normann-Ehrenfels, qui ouvrirent le feu avec l'artillerie de la forteresse.

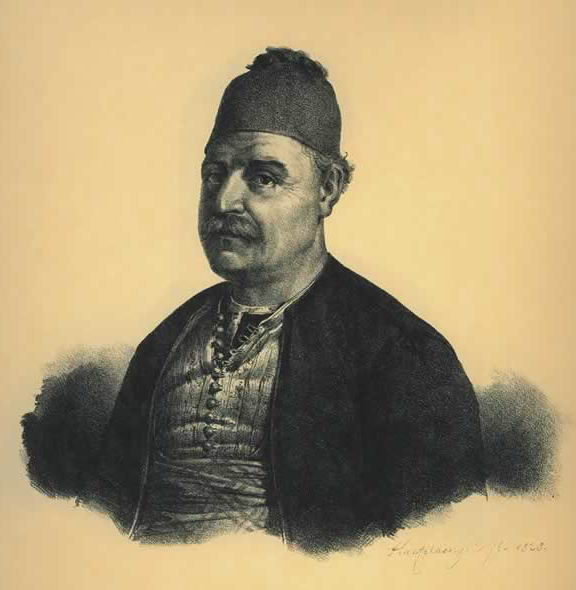
Andréas Miaoúlis, commandant des forces navales grecques pendant la guerre d'indépendance.

Les Ottomans continuèrent donc leur progression vers le nord, mais furent bloqués du 14 au 25 février à Zante par des vents contraires. Arrivés à Patras, ils y débarquèrent les troupes embarquées et une vingtaine de canons de campagne. La flotte grecque arriva début mars à l'entrée du golfe de Patras, forte de 60 navires commandés par Andréas Miaoulis, et ayant à son bord l'ancien patriarche d'Alexandrie. Les deux flottes s'affrontèrent à distance le 4 mars, sans résultats, et furent séparées par une tempête. La flotte ottomane en désordre entra dans la rade de Zante après la tombée du jour, et deux de ses navires s'échouèrent sur le rivage ; des navires anglais et autrichiens, craignant une collision, ouvrirent le feu sur le Ottomans, qui menacèrent en représailles de bombarder la ville. Finalement, le Capitana bey put bénéficier de la politique turcophile des autorités britannique et fut autorisé à rester jusqu'au 6 mars, ses navires étant remis à flot. Feignant ensuite de se diriger vers Patras, il changea de cap au cours de la nuit et gagna Alexandrie, réussissant ainsi à échapper aux Grecs mais perdant une frégate au cours d'une tempête.
Les Insulaires tentèrent alors le 9 mars d'attaquer les navires de transport restés à Patras, mais ceux-ci se réfugièrent dans le golfe de Corinthe, sauf deux navires attardés qui subirent un bombardement intense mais inefficace. Les navires grecs regagnèrent alors leurs bases, sauf 5 navires d'Hydra qui restèrent avec Miaoulis pour essayer d'attaquer la flottille ottomane d'Épire stationnée à Mourtos, forte d'une frégate, une corvette et 4 bricks. Les Grecs embarquèrent une troupe de Souliotes qui devaient ouvrir le feu sur les navires ennemis depuis une hauteur à terre, prenant les navires ottomans entre deux feux. Selon Gordon, cette tentative aurait probablement réussi sans l'intervention des autorités britanniques qui interdirent aux Grecs l'entrée du canal de Corfou ; Miaoulis ayant envoyé un navire demander des explications à Corfou (la neutralité impliquant d'interdire aussi la navigation aux Turcs si elle l'était aux Grecs), celui-ci fut même saisi sous prétexte des déprédations commises par les Grecs à Leucade,.

### Massacre de Chios, destruction du navire-amiral ottoman
Après le passage de la flotte grecque en mai 1821, qui n'avait pas amené à un soulèvement des habitants de Chios, le gouvernement ottoman avait envoyé des troupes sur l'île et des otages avaient été pris parmi les notables afin de garantir la loyauté de la population. Le 22 mars 1822, une force de Samiens dirigée par un exilé sciote, Bournias, et le chef de l'insurrection à Samos, Lykoúrgos Logothétis, débarqua à Chios et mit le siège à la forteresse où s'étaient réfugiés les Musulmans. La flotte ottomane qui achevait ses préparatifs reçut l'ordre de réduire l'insurrection et de faire un exemple. Le Capitan pacha Kara Ali arriva ainsi en vue de l'île le 11 avril avec 6 navires de ligne, 10 frégates et une douzaine de navires plus petits, chassant l'escadre de blocus d'une vingtaine de navires grecs. Après un débarquement combiné avec une sortie de la garnison assiégée, les Ottomans prirent rapidement le contrôle de l'île, dont une grande partie fut pillée, la population étant massacrée ou réduite en esclavage (le sud de l'île, produisant le précieux mastic, étant cependant préservé). 

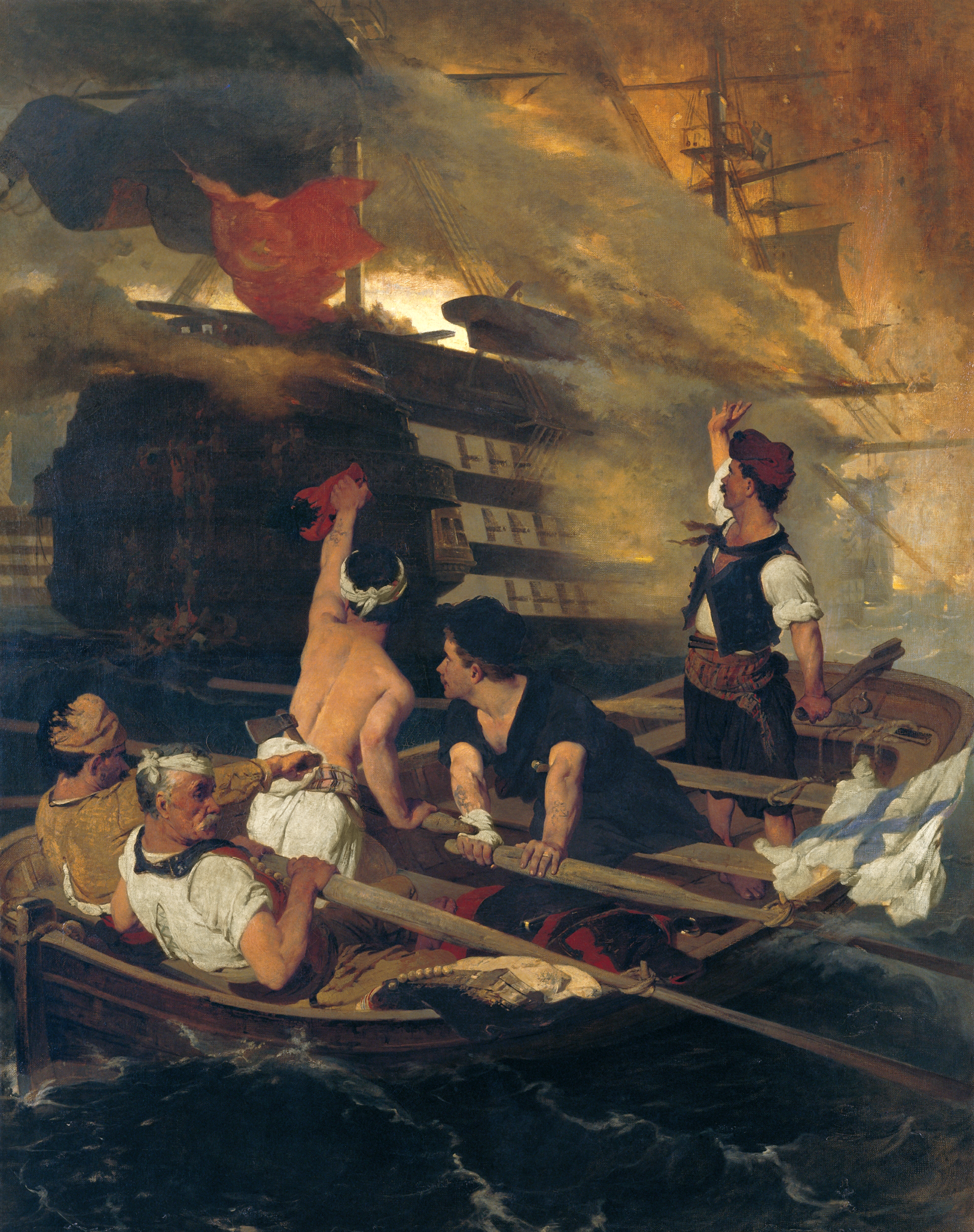
Nikifóros Lýtras, Le navire amiral turc attaqué par le brûlot de Kanáris.

Les Hydriotes et les Spetsiotes appareillèrent le 5 mai et rejoignirent les Psariotes à Psará le 10 mai ; le commandement (relatif) avait cette fois été attribué à Andréas Miaoulis, en remplacement de Tombázis dont le comportement avait déplu à ses compatriotes ; des philhellènes accompagnaient les Grecs, dont Hastings. Le soir du 31, la flotte grecque entra au nord du détroit séparant Chios de la côte d'Asie mineure. Une action indécise eut alors lieu, au cours de laquelle le navire-amiral ottoman de 84 canons échappa de peu à un brûlot, mis à feu trop précocement. Après un combat peu disputé le lendemain, les Grecs se replièrent sur Psará. Ayant reçu des renforts de Constantinople, la flotte ottomane était alors forte le 16 juin de 38 navires, et attendait l'arrivée d'une escadre égyptienne occupée à convoyer des troupes en Crète.
Le soir du 18, veille de la fin du ramadan, les Grecs profitèrent des festivités pour envoyer deux brûlots vers la flotte ottomane. L'un d'eux, commandé par Konstantínos Kanáris, réussit à incendier le navire amiral. Le second, commandé par Andréas Pipínos, aborda le navire du Reala bey : l'incendie put être maîtrisé, mais les dégâts rendirent le navire inutilisable ; le brûlot dérivant causa d'autres dégâts à un deux-ponts, avant de s'échouer sur la rive. Sur le navire-amiral, l'incendie finit par provoquer l'explosion de la réserve de poudre ; l'amiral Kara Ali, blessé à la tête par un espar, mourut en arrivant sur la côte de Chios. Ce succès provoqua la fuite de la flotte ottomane, à la fois en direction de Ténédos et de Lesbos. Le 27, une attaque de deux brûlots prévue contre la flotte ottomane rassemblée dans le port de Lesbos fut annulée, cette dernière ayant appareillé au dernier moment. Après avoir échangé des tirs avec la forteresse de Chios, la flotte grecque se retira à Psará jusqu'au 5 juillet, avant de se diriger vers Ténédos à la poursuite de la flotte ottomane, qui s'était entretemps cependant réfugiée dans l'Hellespont. Après l'échec de quelques actions mineures, les Grecs regagnèrent leurs bases vers le 20 juillet.
Le poste de Capitan pacha fut attribué au commandant des troupes débarquées à Patras, Kara Mehemet. La flotte appareilla le 12 juillet pour aller chercher celui-ci, avec 54 navires dont 4 deux-ponts. Elle rejoignit à Chios l'escadre de 42 navires commandée par le Capitana bey, qui revenait d'Égypte et avait au passage débarqué des troupes en Crète, et se dirigea alors vers Patras. Elle fut annoncée au large d'Hydra le 28 juillet, au moment où l'armée ottomane de Dramali Pacha envahissait l'Argolide. Cependant, elle continua vers Patras sans s'arrêter pour ravitailler Nauplie assiégée ni coopérer avec l'armée de terre, ce qui fut une cause du désastre des Dervénakia en août.

### Bataille de Spetsès

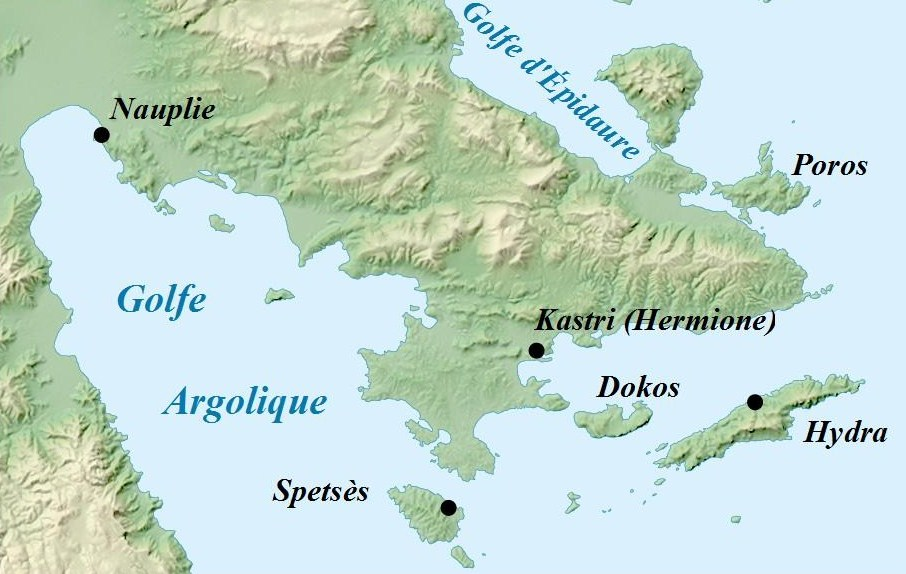
Le golfe argolique et ses îles.

Kara Mehemet prit le commandement de la flotte ottomane à Patras début août. Lui et son collègue Youssouf consacrèrent
plusieurs semaines à des manœuvres spéculatives, vendant à prix d'or des provisions aux rescapés de l'armée de Dramali et autorisant contre rémunération l'exportation du raisin de Corinthe depuis le Péloponnèse.
Le siège de Nauplie se prolongeant, il devint urgent de la secourir, et la flotte leva l'ancre le 30 août (le 8 septembre selon Gordon), contournant le Péloponnèse jusqu'au cap Malée où elle fut bloquée par des vents contraires. Pour la contrer, les Grecs avaient rassemblé une flotte d'une soixantaine de navires des trois îles nautiques, commandée par Miaoulis ; la population de Spetsès avait été évacuée vers Hydra et la ville occupée par 300 soldats de Pános Kolokotrónis . La population d'Hydra et de la côte adjacente fut mobilisée.
Le matin du 20, la flotte ottomane de 84 navires apparut venant du sud-ouest et se dirigeant vers les îles, où elle arriva le lendemain matin entre Spetses et Hydra. La flotte grecque se répartit en deux divisions, l'une occupant le détroit entre l'île et la côte, l'autre établie devant la côte sud d'Hydra, essayant d'amener la flotte ottomane à s'engager dans le détroit entre Kastri et l'îlot de Dokos. Une canonnade à distance de 6 heures ne produisit pas de résultats, et la faiblesse du vent empêcha d'utiliser efficacement les brûlots. Au cours des combats, un brick algérien aborda par erreur un brûlot hydriote auquel le capitaine eut le temps de mettre le feu, endommageant le navire ennemi dont une partie de l'équipage périt en le décrochant,. Un deux-ponts turc s'échoua par ailleurs sur des récifs au sud d'Hydra, mais put être remis à flot en se délestant de ses canons,. Un brick turc plus lent fut abandonné par une partie de son équipage, abordé puis incendié,,. Selon l'historien local spetsiote Orlándos, le retrait de la flotte ottomane aurait été dû à l'action du brûlotier Kosmás Barbátsis, qui en dirigeant résolument son navire en direction de celui de l'amiral ottoman, aurait provoqué sa fuite, entrainant avec lui le reste de la flotte.
Rien ne se produisit le lendemain, et le 23 la flotte ottomane s'approcha à nouveau de Spetsès sans attaquer. Finalement le 24 la flotte ottomane s'engagea dans le golfe argolique vers Nauplie, suivie de la flotte grecque. Arrivé en vue de Nauplie le lendemain, Kara Mehemet, craignant les brûlots, n'osa pas cependant s'approcher davantage et n'envoya vers la ville qu'un navire de commerce autrichien chargé de vivres, qui fut facilement capturé. Sans faire d'autre tentative, l'amiral ottoman ne chercha ensuite qu'à quitter sans dommages le golfe argolique, et y réussit le 26 après une nouvelle canonnade à distance avec les Grecs, puis disparut le 27 en direction de Souda en Crète.
Ce succès inespéré des Grecs s'étant déroulé au moment de la fête de la nativité de la Vierge (8 septembre du calendrier julien), une église lui fut dédiée en remerciement de son action supposée. Ces évènements sont actuellement commémorés à Spetsès par des festivités annuelles aux alentours du 8 septembre, comprenant une reconstitution des combats et culminant par la mise à feu du navire-amiral ottoman (un épisode basé sur des récits embellis et exagérés des combats, qui n'est pas mentionné par les sources historiques).

### Opérations dans les Cyclades, épisode de Ténédos
Après s'être ravitaillé en Crète, Kara Méhémet se dirigea vers les Cyclades où il apparut le 20 octobre, probablement afin de pouvoir se prévaloir de la soumission de quelques petites îles avant son retour à Constantinople. Cependant seule Syros (qui ne s'était pas révoltée) lui envoya une délégation. La flotte se déplaça ensuite vers Mykonos, dont la population s'était réfugiée à Tinos ; un débarquement de 100 Algériens cherchant à s'emparer de troupeaux y fut repoussé par 400 hommes restés sur l'île. La population de Tinos se prépara à une défense désespérée, mais la flotte ottomane se dirigea sans attaquer vers Ténédos afin d'y attendre des ordres.
Une tempête dispersa alors les navires au mouillage. Peu après, le soir du 10 novembre, deux brûlots (commandés l'un par Kanáris, l'autre par un Hydriote selon Gordon, par le Psariote Geórgios Vratsános selon Orlándos[réf. incomplète]) attaquèrent par surprise le navire-amiral et un autre navire de ligne. Arborant le pavillon ottoman, ils avaient feint d'être pris en chasse par deux navires grecs afin de pouvoir s'approcher de la flotte ottomane. Le navire-amiral réussit à détacher le brûlot hydriote et à éviter la destruction. L'autre deux-ponts prit feu et explosa au bout d'un demi-heure avec ses 1600 hommes d'équipage ; Kanáris, s'apercevant depuis son canot que son brûlot ne s'était pas enflammé correctement, était retourné sur le navire compléter la manœuvre.
La flotte ottomane se réfugia en désordre dans les Dardanelles, perdant en outre au moins deux corvettes abandonnées à cause de la tempête. Cette retraite, laissant le champ libre aux Grecs, provoqua une recrudescence de leurs attaques sur les côtes d'Asie Mineure et du Proche-Orient, les Psariotes coopérant avec le pacha d'Acre alors révolté.

### Premier siège de Missolonghi
Après la défaite des Grecs à Péta, les Ottomans envahirent l'étolie-Acarnanie et mirent le siège à Missolonghi, qui fut bloquée du côté maritime par trois navires turcs basés à Lépante Cependant les succès grecs dans le Péloponnèse (Dervénakia) permirent à ceux-ci de se ressaisir : une flottille hydriote et spetsiote de 6 à 8 navires fut envoyée au secours de la ville et leva le blocus le 20 novembre. Un brick algérien qui n'avait pu se réfugier à Patras affronta vaillamment les navires grecs et se réfugia finalement à Ithaque après avoir perdu son grand-mât et le tiers de son équipage, les autres regagnèrent Lépante,. Les navires grecs convoyèrent les semaines suivantes les renforts depuis le Péloponnèse.

## 1823

### Campagne estivale des Ottomans
Kara Mehemet fut remplacé au poste de Capitan pacha par Husrev, un politicien réformiste qui l'avait déjà occupé de 1811 à 1818. Considérant que les échecs subis lors des précédentes campagnes étaient dus à l'utilisation de vaisseaux de ligne peu manœuvrables, il fut décidé ne n'envoyer en mer que des navires pas plus gros que des frégates. La flotte quitta Constantinople le 1er mai, et après avoir envoyé le contingent algérien en avant-garde, quitta l'Hellespont le 23, forte de 15 frégates, 13 corvettes, 12 bricks et 40 navires de transport convoyant 10 000 soldats. Les Grecs pensant que Psará ou Samos serait le but de l'expédition, envoyèrent une escadre aider à la défense de ces îles, mais Husrev se dirigea vers l'Eubée sans être inquiété. Le 4 juin, il leva le blocus de Carystos et envoya des navires ravitailler Chalcis, puis arriva le 9 en vue d'Hydra, devant laquelle les navires grecs se rangèrent en ordre de bataille. Ne cherchant ps à engager le combat, Husrev poursuivit sa route le long des côtes du Péloponnèse, levant les blocus de Coron et Modon et envoyant une escadre avec des renforts à La Canée en Crète, et arrivant enfin le 20 à Patras, avec 46 navires de guerre et des transports.
Le séjour de Husrev à Patras n'eut pas de résultat positif pour les Turcs. Le blocus de Missolonghi s'avéra inefficace, une expédition de secours vers Corinthe échoua et l'armée ottomane qui devait venir d'Épire se dispersa à la suite de rivalités entre généraux. Le 27 août, la flotte prit le chemin du retour, laissant à Patras 15 navires de guerre dont 3 frégates. Passant devant Milos puis Andros, il reçut leur soumission formelle mais fut accueilli à coups de fusil à Tinos, où s'étaient réfugiés les habitants de Mykonos et Syros. Refusant de punir les insulaires pour leur insoumission, contre l'avis de ses capitaines, il se dirigea ensuite vers Chios où il arriva le 10 septembre, puis Lesbos, où il resta 10 jours avant de se diriger vers l'ouest.

### Pillages psariotes et samiens en Asie mineure
Au cours de l'année, les insurgés de Psará et Samos conduisirent de nombreuses actions de harcèlement et de pillage sur les côtes et les îles d'Asie mineure, traitant en ennemies les régions obéissant aux Ottomans, pourtant parfois peuplées de Grecs. La possibilité d'obtenir une rançon pour les prisonniers permit dans ces régions de diminuer la cruauté des combats, les captifs n'étant pas exécutés comme c'était généralement le cas. Ces attaques poussèrent les autorités ottomanes de Lesbos, qui avaient désarmé la population grecque, à autoriser les habitants à porter des armes pour se défendre de leurs coreligionnaires.
En février, les Psariotes pillèrent ainsi Plomari, le plus grand village de Lesbos, puis Lemnos en avril. Ils capturèrent aussi de nombreux navires de commerce turcs au cours de différentes opérations sur les côtes de Ténédos, Thasos, et d'autres localités.
La sortie de la flotte ottomane en mai les força à suspendre leurs opérations, mais dès son départ, les Psariotes recommencèrent leurs attaques, détruisant Chandarli, saccageant les iles Mosconissia et capturant plusieurs navires de commerce turcs sur les côtes de Lesbos. Dans le même temps les Samiens firent une descente sur les côtes ioniennes, brûlant Ipsili et pillant la région. Ces évènements provoquèrent des troubles et des attaques de représailles contre la population grecque d'Asie mineure, des mouvements similaires étant réprimés par les autorités ottomanes dans les autres districts. En août, les Psariotes pillèrent Imbros et le territoire de Pergame, brûlant un village.
Au début de l'automne, les opérations cessèrent à nouveau à la suite d'une mésentente entre Psará et Samos ; les Psariotes voulaient en effet imposer un gouverneur psariote à Samos, contre l'avis des dirigeants samiens. Les navires de Psará ayant mené un blocus de Samos pendant plusieurs semaines, l'île finit par se soumettre et par accepter le gouverneur. Les expéditions reprirent alors à partir du 20 novembre (capture de plusieurs centaines de chevaux à Söke) ; à la suite de l'attaque de plusieurs navires près de Clazomènes, les consuls européens durent adresser une lettre aux éphores de Psará pour leur demander de respecter le golfe de Smyrne, alors le plus grand port commercial de la région.

### Difficultés de la flotte grecque
Les Ottomans avaient été laissés libres de leurs mouvements au cours de l'été : les flottes d'Hydra et Spetsès étaient restées inactives après leur sortie fin mai, à cause de problèmes financiers et de dissensions internes. À la différence de Psará, elles ne pouvaient tirer de revenus suffisants du pillage, et la désorganisation de l'embryon d'État grec ne permettait pas de dégager un budget alloué à la flotte : les revenus du Péloponnèse étaient accaparés par les chefs militaires ou civils locaux, et les îles des Cyclades sur lesquelles s'étendait l'autorité des insulaires étaient trop pauvres pour subvenir seules aux besoins de la flotte. Des troubles s'étaient produits à Hydra en juillet, les marins révoltés maltraitant les magistrats de l'île. Finalement, les représentants des trois îles se réunirent à Dokos pour décider d'une action commune contre la flotte ottomane à son retour ; le gouvernement augmenta les taxes sur le commerce afin de les aider financièrement, et une flotte de 40 navires et 6 brûlots, sous le commandement de Miaoulis, put être réunie à Psará au moment où Husrev séjournait à Lesbos.

### Combat du 27 septembre
Lorsque la flotte ottomane quitta Lesbos le 20 septembre, elle fut ainsi suivie par les Grecs, mais ceux-ci furent dispersés par une tempête la nuit du 26 entre Lemnos et le mont Athos.
Le lendemain, avant qu'ils aient pu se rassembler, un petit groupe de 5 navires (dont un brûlot) autour de Miaoulis fut attaqué par 33 navires ottomans. Le manque de vent empêcha un engagement général, mais pendant plusieurs heures les 4 navires grecs affrontèrent 4 frégates, 2 corvettes et un brick, et subirent d'importants dégâts. Selon Gordon, le navire de Skourtis échappa de peu à la destruction grâce à l'intervention du brûlot, qui effraya les Ottomans mais se consuma sans faire de dommage ; selon Orlándos le brûlot aurait été incendié par son équipage pour éviter qu'il tombe entre les mains de l'ennemi. Encerclés au cours de l'après-midi, les navires grecs purent finalement s'échapper et rejoindre un autre groupe de leur flotte, qui se rallia ensuite à Lemnos ; un autre brûlot hydriote, trop lent, dut aussi être incendié pour éviter sa capture. Le lendemains, les Grecs se dirigèrent vers Agios Efstratios sans trouver trace de l'ennemi, puis croisèrent vers les côtes de Lesbos et Chios à sa recherche, en vain. Sans nouvelles de la flotte ottomane, ils se replièrent sur Psará pour s'y ravitailler avant de se diriger vers l'ouest.

### Thessalie
Après le combat du 27 septembre, Husrev était retourné à Lesbos mais avait ensuite traversé directement l'Égée et était arrivé dans le golfe de Volo. Depuis la défaite des Thessaliens et des habitants du mont Pélion précédemment au cours de la guerre, la ville de Tríkeri était assiégée, abritant 40 000 réfugiés. La situation étant désespérée, l'arrivée de la flotte ottomane poussa les insurgés à capituler, une amnistie leur étant promise ; ils furent cependant maltraités, et une partie massacrée.
Husrev se dirigea ensuite vers Skiathos, ayant été informé que la population de l'île était prête à se soumettre, épuisée par les déprédations de deux armatoles du mont Olympe, Diamantis et Karatassos, qui s'y étaient réfugiés. Le 23 octobre, un débarquement de 700 soldats ottomans échoua à cause du mauvais temps, de la résistance des Olympiens ou des deux causes réunies. La flotte grecque étant apparue le même jour, une action indécise eut lieu à l'entrée du golfe maliaque, près de l'îlot de Pondikonissi. Selon Gordon, bien que les Grecs aient revendiqué la victoire l'avantage fut plutôt du côté ottoman, les premiers étant obligés d'incendier deux brûlots pour éviter qu'ils soient capturés. Les deux flottes furent finalement séparées par une tempête : les Ottomans se replièrent ensuite sur les Dardanelles, les Grecs allant à Skiathos réparer leurs avaries.
Le 30, la flotte se dirigea vers Trikéri, mais la ville étant déjà tombée quelques navires furent laissés pour en faire le blocus. Les Grecs eurent la chance de rencontrer une flottille ottomane basée sur la côte nord de l'Eubée, qui se dirigea vers eux en les confondant avec la flotte turque. S'apercevant de leur erreur, les navires ottomans (une corvette de 3 mâts et 26 canons, 8 bricks et 2 petits bâtiments) cherchèrent à s'échouer sur le rivage. Miaoulis captura la corvette et quatre bricks ; une galiote fut incendiée par son équipage ; quatre bricks, s'étant enfuis à Agia Marina (près de Stylída), se préparèrent à résister sur la plage, ce qui dissuada les Grecs d'attaquer : ceux-ci allèrent alors à Syros pour revendre leur prises.

### Second siège de Missolonghi
Le siège de Missolonghi avait repris à la mi-octobre, la baie étant bloquée par la flottille laissée sous le commandement du commandant turc de Patras, Youssouf. Les commandants ottomans avaient choisi d'attaquer Anatoliko, un village fortifié situé sur un ilot au fond de la baie. Les assiégés demandaient l'envoi d'une flotte de secours, mais la désorganisation des Grecs (à la veille de la première guerre civile) les empêchait d'agir efficacement. Lord Byron ayant offert 4 000 livres pour armer une flotte, une escadre hydro-spetsiote fut finalement organisée : les Spetsiotes appareillèrent dans la dernière semaine de novembre avec 5 navires et un brûlot, suivis une semaine plus tard par sept hydriotes et deux brûlots, et transportant Mavrocordatos.
Le 10 décembre, les flottilles combinées rencontrèrent près de Zante un navire ottoman transportant la paie de la garnison de Patras, environ 500 000 piastres : après un combat naval le navire s'échoua sur la côte d'Ithaque (sous protectorat britannique). En dépit de la neutralité de l'île, les Grecs débarquèrent et eurent le temps d'emporter l'argent transporté avant l'arrivée d'une force armée anglaise. La flottille ottomane, malgré sa force supérieure, n'osa pas affronter les Grecs et se retira à Lépante ; le siège terrestre avait été levé le 30 novembre devant l'approche de l'hiver. Les Hydriotes et les Spetsiotes, arrivés à Missolonghi, commencèrent à se quereller au sujet du partage du butin qui était entièrement tombé aux mains des premiers : selon Gordon, ils avaient sonné le branle-bas de combat et en seraient venus aux mains s'ils avaient été de force égale ; les Hydriotes quittèrent finalement la ville en emportant l'argent, le 25 décembre. Byron débarqua à Missolonghi le 5 janvier, après avoir échappé à une frégate turque tandis que le navire qui l'accompagnait était capturé, la flotte ottomane, prévenue du départ des Hydriotes, ayant repris position dans le golfe de Patras. Les Spetsiotes quittèrent Missolonghi le 19 janvier, leur commandant Panayotis Botasis ayant été nommé dans le nouveau gouvernement.

## 1824
Dès le printemps 1822, le sultan avait demandé l'aide de son vassal semi-indépendant Méhémet Ali, pacha d'Égypte ; la flotte et l'armée égyptiennes, en cours de modernisation et d'occidentalisation, était ainsi intervenue en Crète et avait contribué à la reprise en main de l'île. En février 1824, devant l'échec des tentatives successives de reconquête du Péloponnèse, le gouvernement ottoman proposa à Méhémet d'attribuer le gouvernement de la Morée à son fils Ibrahim, en échange de son aide militaire.
Les préparatifs égyptiens furent retardés par l'incendie de l'arsenal du Caire le 22 mars ; le délai fut cependant mis à profit par les Égyptiens pour compléter la reconquête de la Crète, en commençant par la réduction de l'île de Kassos, dont les navires harcelaient le commerce et les côtes sous domination musulmane et gênaient les communications avec la Crète. Bien que la seule flotte égyptienne paraissent de taille à affronter les Grecs, elle fut renforcée en mai par l'escadre basée à Patras.

### Destruction de Kassos
L'île abritait selon les sources 7 000 à 12 000 habitants dont 3 000 combattants, et possédait une quinzaine de navires de taille moyenne.
Le 4 mai, une escadre de 2 frégates, 2 corvettes et 5 bricks partit d'Alexandrie pour renforcer la division navale égyptienne basée à Souda sous le commandement d'Ismael Gibraltar. Une flotte de 17 navires se présenta devant Kassos le 2 juin, mais se retira après une canonnade sans effet et des manœuvres avortées de débarquement. Le 19, les Égyptiens revinrent avec cette fois 45 navires et 3 à 4000 soldats, commandés par le gendre de Méhémet Ali, Hussein. Après deux jours de bombardement, l'armée débarque le 19 au soir, un faux débarquement contre la ville faisant diversion tandis que 1500 mercenaires albanais débarquaient au nord-ouest, guidés par un natif de l'île ayant été acheté. Les Kassiotes étant pris entre deux feux, ils acceptèrent la capitulation proposée, sauf quelques hommes qui choisirent de résister mais furent rapidement battus. Selon Miaoulis (repris par Orlándos) et Gordon, les combats auraient fait environ 500 morts parmi les défenseurs de l'île, mais le massacre de la population aurait été évité grâce à l'interposition des mercenaires albanais, chrétiens, qui avaient débarqué les premiers. Deux mille femmes et enfants furent cependant réduits en esclavage, et la ville livrée au pillage pendant 24 heures (après ce délai, Hussein aurait fait exécuter des soldats arabes ayant continué leurs exactions). Plusieurs dirigeants grecs furent exécutés, mais Hussein aurait agi de manière à se concilier le peuple, engageant les marins à rejoindre sa flotte en leur payant un mois de solde d'avance, ce que nombre d'entre eux auraient accepté. Laissant un aga comme gouverneur, la flotte égyptienne repartit vers Alexandrie avec un important butin, dont 36 navires capturés, 15 notables et les familles des principaux habitants comme otages,,,.
Le 21, la nouvelle étant arrivée à Hydra, une flotte fut envoyée au secours de l'île dans l'espoir que les défenseurs se seraient retirés dans les montagnes. Les navires, 13 hydriotes commandés par Sachtouris et 14 spetsiotes, ne levèrent l'ancre que les 29 et 30 juin et arrivèrent à Kassos le 3 juillet. Le gouverneur ottoman s'étant enfui à Karpathos, Sachtouris proposa aux habitants de les transporter dans le Péloponnèse, ce qu'ils refusèrent après un jour de délibérations, ne voulant pas devenir des réfugiés errants comme les habitants de Chios. La flottille grecque fut ensuite dispersée par une tempête entre Karpathos et Nissyros ; recevant des nouvelles inquiétantes de Psará le 6 juillet, Sachtouris reçut le lendemain près de Santorin l'ordre de rentrer au plus vite.

### Massacre de Psará

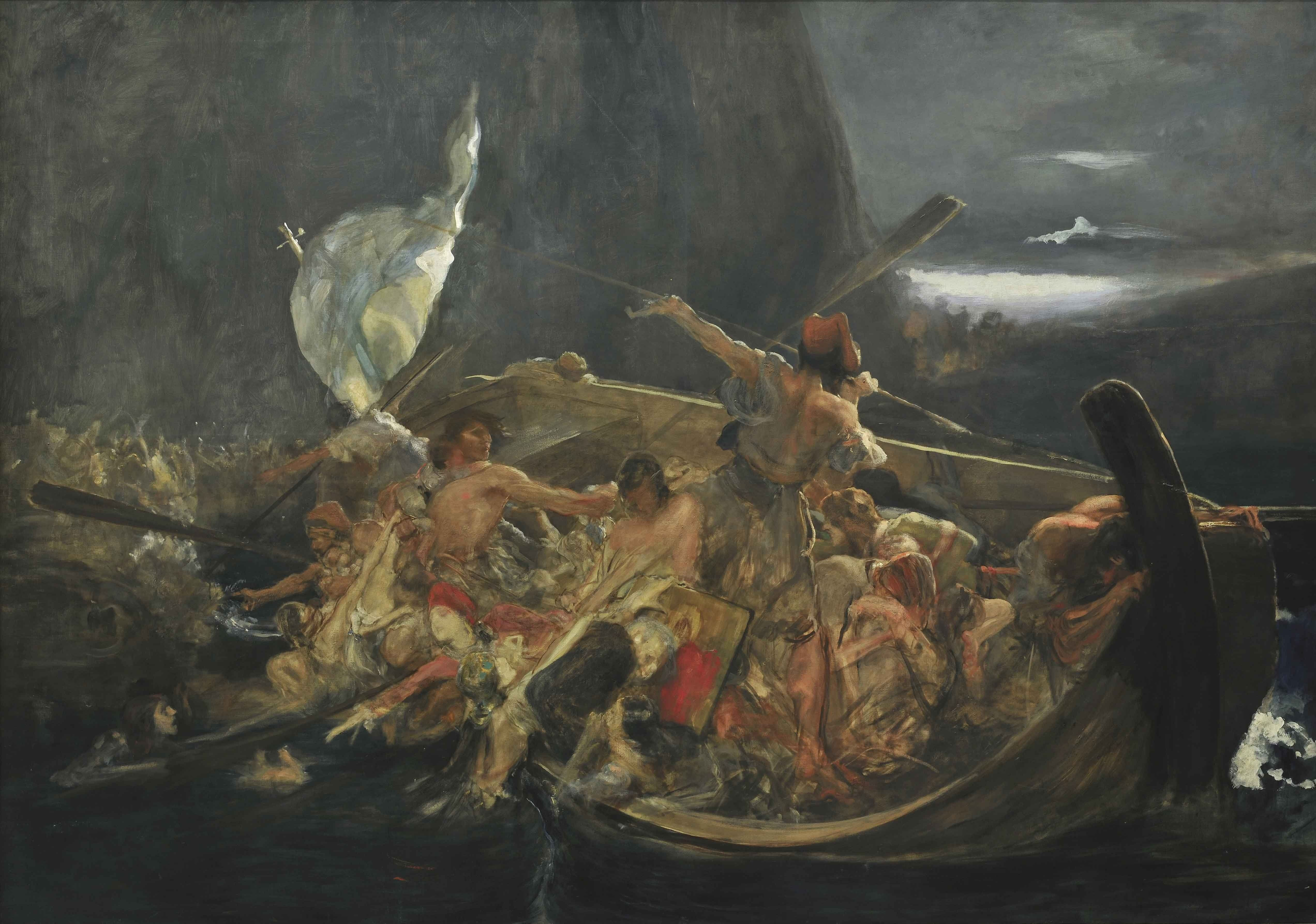
Nikólaos Gýzis, Après la destruction de Psará.

Du côté ottoman, la flotte avait été rassemblée dès la fin avril dans l'Hellespont ; Husrev avait reçu l'ordre de détruire les îles de Psará et Samos, dont les navires causaient le plus de tort aux côtes et îles sous autorité ottomane, suscitant des troubles dans les régions sensibles à proximité de la capitale. Les préparatifs furent longs : la flotte quitta les Dardanelles début mai, canonna en passant l'île de Skopélos où une tentative de débarquement fut repoussée par Karatassos, se rendit ensuite dans les environs de Thessalonique pour embarquer plusieurs milliers de soldats, et rejoignit ensuite Lesbos où l'attendaient des soldats d'Anatolie. De là, il envoya plusieurs fois des émissaires, dont l'évêque de Lesbos, proposer la reddition en échange d'une amnistie, en vain. Il se dirigea finalement vers Psará le 1er juillet à la tête d'environ 200 voiles dont 82 navires de guerre, transportant 14 000 soldats.
Psará abritait alors environ 15 000 habitants, dont 9 000 réfugiés d'Ayvali, Chios et Lesbos ; elle était défendue par environ 4 000 combattants locaux et 1 000 mercenaires de la région de l'Olympe. Ayant eu le temps de se préparer à cette attaque, ils avaient multiplié les batteries côtières et les points de défense, comptant repousser un débarquement sans essayer d'affronter l'ennemi sur mer ; ces dispositions sont généralement considérées comme peu judicieuses, éparpillant les défenseurs et les mettant à la merci du moindre débarquement réussi. Ils avaient de plus neutralisé leurs propres navires, les mercenaires craignant d'être abandonnés sur place.
Le matin du 3, la flotte commença à canonner la ville par diversion tandis qu'un détachement débarquait au nord, peut-être à la faveur d'une trahison. Les défenseurs furent rapidement débordés et la population chercha à fuir sur les navires sans gouvernails. Les mercenaires se réfugièrent avec leurs familles dans un couvent fortifié, dans lequel ils se firent exploser le lendemain, tuant les soldats ottomans des alentours.
Le nombre de victimes fut immense, dont 3 600 Psariotes, la majeure partie des réfugiés et tous les mercenaires. Les pertes ottomanes auraient été de 3 à 400 hommes, principalement tués lors des assauts contre le monastère et lors de son explosion. Les Ottomans capturèrent plus de 100 navires de toutes tailles, dont 26, prêts à appareiller, furent ajoutés à sa flotte. Laissant sur l'île 2 000 soldats et une flottille de barques pour charger les canons capturés, Husrev regagna Lesbos le soir du 4 et envoya à Constantinople 200 prisonniers, 500 têtes, 1200 oreilles et 35 drapeaux qui furent exposés à la porte de Topkapı. Au lieu de se diriger directement sur Samos, il resta un mois à Lesbos pour célébrer l'Aïd, envoyant à Samos des propositions de capitulation.

### Combats autour de Psará
Les premiers rescapés de Psará arrivèrent à Hydra le 4 juillet. Les navires en état de prendre la mer furent rapidement équipés : une flotte partit les 6 et 7 d'Hydra et Spetses, espérant arriver à Psará avant la chute des dernières fortifications qui résistaient encore au moment de la fuite des réfugiés ; elle comprenait des brûlots psariotes rescapés, dont celui de Kanáris. Miaoulis ayant appris la fin des derniers défenseurs, changea de cap afin de rejoindre la flotte de Sachtouris partie précédemment au secours de Kassos, mais les deux divisions manquèrent leur rendez-vous.
Sachtouris relâcha à Samos les 10 et 11 juillet, encourageant les habitants dont une partie souhaitait se soumettre. Arrivant à Psará le 13, les Grecs capturèrent deux navires abandonnés par leur équipage et en coulèrent un troisième après un abordage, mais voyant que les Ottomans étaient maitres de l'ile, Sachtouris repartit vers le sud à la recherche de Miaoulis.
Ce dernier arriva le 15 à Psará où étaient alors stationnés 27 navires ottomans. Profitant de l'effet de surprise, les marins grecs débarquèrent et prirent rapidement le contrôle de l'île, les Turcs étant massacrés ou noyés en essayant de regagner leurs navires, qui s'enfuirent vers Chios. Au cours de la poursuite, l'arrivée inopinée de l'escadre de Sachtouris, attirée par le bruit des canons, précipita la défaite ottomane : seuls quatre navires réussirent à s'échapper, parmi les vingt autres l'un baissa pavillon, deux furent coulés, un explosa et les autres furent brûlés par leurs équipages après s'être échoués sur la côte de Chios.
La flotte ottomane, informée le 18 de ces évènements, arriva le lendemain au nord de Chios. Miaoulis donna l'ordre d'attaquer, mais ses navires désobéirent. Après plusieurs jours de calme suspendant les opérations, il finit par se replier sur le cap Sounion, la flotte grecque ayant été réduite par les désertions de 52 à 36 navires. Il finit par regagner Hydra le 28 juillet. Les Ottomans, à nouveau maîtres de Psará, détruisirent les derniers bâtiments encore debout, comblèrent le port puis se dirigèrent vers leur objectif suivant, Samos.

### Combats autour de Samos
Les Samiens, ayant reçu des assurances de la part du gouvernement grec, avaient abandonné toute idée de soumission et s'étaient préparés à résister. Entre-temps, l'argent du premier prêt anglais était arrivé à Nauplie et le gouvernement dominé par les insulaires avait fini en juin par triompher de la première guerre civile, ce qui permit de régler provisoirement les problèmes récurrents d'intendance et de financement qui contrariaient souvent les actions de la flotte grecque.
Une première division d'une quinzaine de navires spetsiotes et psariotes partit le 6 août de Spetses, et arriva à Samos le 8, au moment où appareillait la division hydriote, commandée par Sachtouris, avec 11 navires et 4 brûlots. Vers le 10, la flotte ottomane s'approcha de Samos depuis Chios, et se sépara en deux divisions : alors que les petits navires contournaient Samos par l'est pour aller chercher les troupes stationnées près d'Éphèse, le reste de la flotte passa à l'ouest et échangea des tirs avec une forteresse récemment construite sur le promontoire du cap Colonna, au sud de l'île. La douzaine de navires spetsiotes stationnés là avaient du s'enfuir vers Patmos,. Un vent contraire força les Ottomans à remettre le débarquement au lendemain.
Le matin du 11 août, l'escadre de Sachtouris arriva depuis Ikaria et rencontra une quarantaine de navires de transport (une vingtaine de sacolèves et autant de canots, transportant 2 000 hommes) qui cherchaient à débarquer près de Karlovasi, sur la côte nord de Samos. Trois navires grecs engagèrent le combat, au cours duquel une sacolève fut capturée ; au bout d'une heure, les hostilités furent interrompues par manque de vent. Elles reprirent vers 17h : deux sacolèves furent capturées et les autres forcées de s'échouer, tandis que les canots s'enfuyaient à la rame. La flotte grecque mouilla ensuite dans le détroit séparant Samos du continent, chassant vers le sud les transports ottomans qui rejoignirent le reste de la flotte.
Le lendemain, 18 navires ottomans s'avancèrent en direction de la flotte ennemie, retardés par le vent du nord. Tenant un conseil de guerre, les capitaines grecs décidèrent de combattre à l'ancre. Une fois le combat engagé, Sachtouris fit signe aux brûlots d'entrer en action, mais l'ordre ne fut pas exécuté, les équipages refusant d'avancer. À force d'insistance, deux brûlots finirent par se diriger vers les navires ottomans et les mirent en fuite.
Le 13, la canonnade recommença le matin, mais la flotte ottomane se retira dès que les 4 brûlots se mirent en mouvement et fut chassée au-delà du cap Mycale, ce qui encouragea les marins grecs. Le soir, la flottille fut renforcée par une escadre spetsiote de 17 navires dont 2 brûlots, et du navire-amiral psariote.
Le 16 août, Hüsrev fit avancer 42 navires de guerre accompagnés de nombreux transports dans le détroit, et 22 de ceux-ci engagèrent 16 hydriotes et spetsiotes. Sachtouris, ayant répété en vain le signal pour les brûlots d'attaquer, fut finalement informé par leurs capitaines que leurs équipages refusaient à nouveau d'obéir : il tenta de les convaincre d'agir par une gratification supplémentaire, sans succès. L'arrivée de Kanáris permit de redresser la situation : lançant son navire en direction de la flotte ennemie, il provoqua sa fuite.

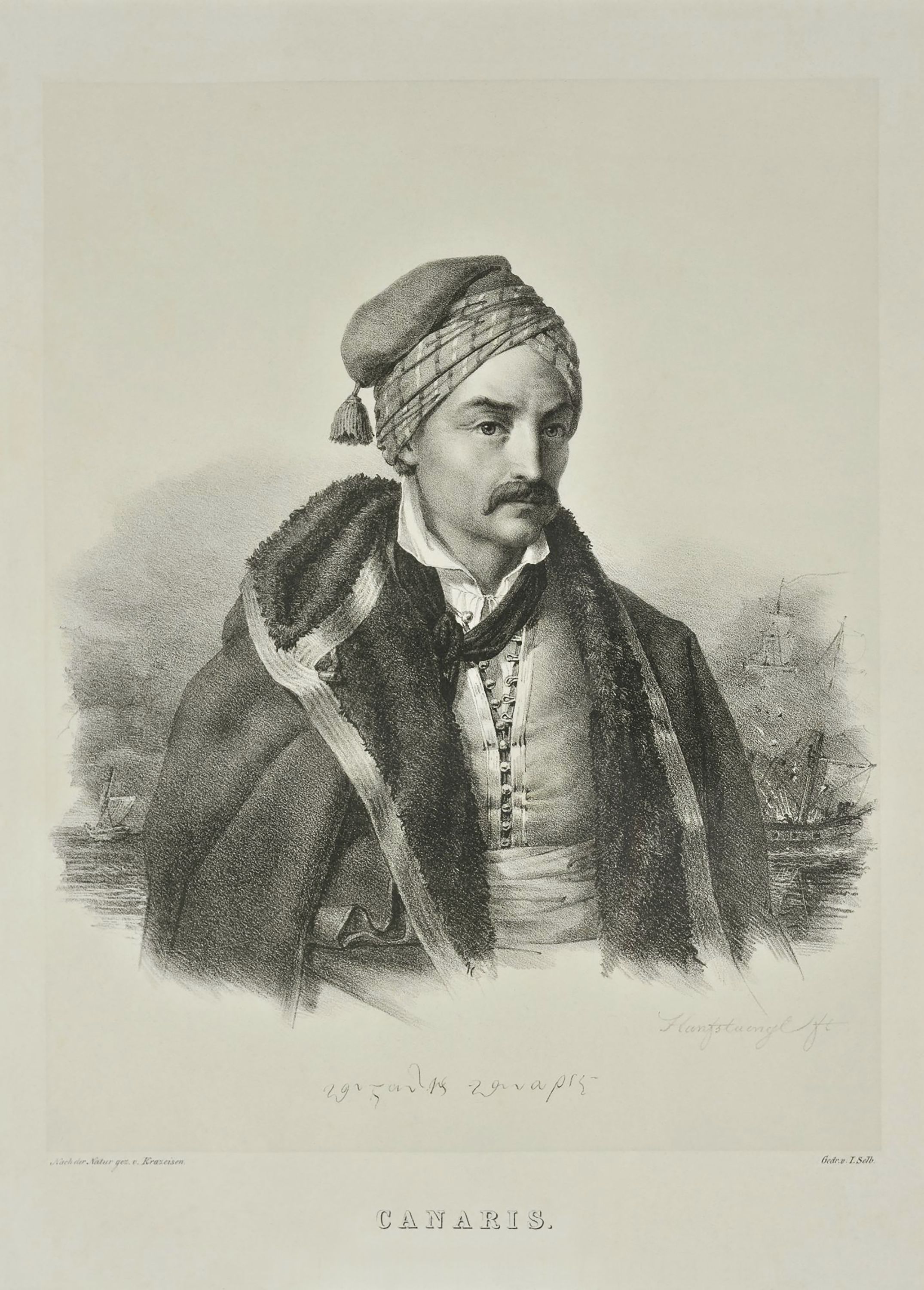
Konstantínos Kanáris, héros de la guerre d'indépendance grecque.

Le lendemain matin, une quatrième tentative ottomane donna lieu à un engagement plus disputé et meurtrier que les précédents. Vers 10h, les brûlots se dirigèrent vers la frégate dirigeant l'attaque, forte de 54 canons et montée par 600 hommes. Le premier à attaquer, un hydriote, échoua, son équipage ayant pris la fuite en voyant les Ottomans envoyer des canots l'intercepter ; son capitaine, Zabali, fut gravement brûlé en y mettant le feu avant d'être entrainé par ses hommes. L'attaque de Kanáris fut par contre couronnée de succès : la frégate prit feu, puis son explosion détruisit une douzaine de canots et tua des soldats postés sur la rive asiatique. Après un moment de flottement, les Ottomans reprirent cependant le combat et bombardèrent les positions samiennes. Au cours de l'après-midi, le brûlotier Vatikiotis détruisit un brick tunisien de 20 canons, puis deux heures plus tard ce fut le tour d'une corvette tripolitaine, abordée des deux côtés à la fois par les brûlots de Rafalia et Lekkas. Une troisième attaque menée par Robotsis contre une frégate échoua. La flotte ottomane se retira finalement après le coucher du soleil, ayant perdu trois beaux navires, une centaine de canons et un millier d'hommes tandis que les Grecs qui avaient consumé 6 brûlots n'avaient perdu que trois hommes et subi que des dégâts mineurs. Cette défaite provoqua la consternation dans les troupes de débarquement stationnées près de Kusadasi, dont une partie se débanda.
Sachtouris, voulant exploiter son succès, demanda aux Samiotes de convertir deux navires en brûlots, et pressa les amiraux spetsiote et psariote de prendre la mer ; Apostoli, l'amiral de Psará, alléguant le mauvais état de ses navires et le manque de provisions, se montra peu enclin à le seconder, et comme les seuls brûlots restant dépendaient de lui sa coopération était indispensable.
Le matin du 20 août, les 3 escadres se mirent en mouvement et détectèrent une dizaine des gros navires ennemis près de Patmos, tandis que la centaine de petits navires (bricks, goélettes, galiotes et goélettes) étaient à l'ancre dans le golfe de Karina, protégés par deux frégates. Après cette sortie de reconnaissance, les Grecs retournèrent au cap Colonna où les Psariotes s'occupèrent de repêcher les canons de la frégate brûlée le 17. Le 22, découvrant 4 bricks ennemis près du cap Mycale et 2 000 soldats postés sur la rive, les Grecs les canonnèrent sans succès, les vents et les courants étant défavorables, puis ils restèrent jusqu'au 28 aux environs du cap Colonna, après quoi ils se rendirent à Patmos. Dans le même temps, renonçant pour le moment à attaquer Samos, Hüsrev Pacha se dirigea vers Kos pour y attendre la flotte égyptienne.

### Combats dans le Dodécanèse

#### Départ de la flotte égyptienne
Une seconde flotte grecque avait été rassemblée en août près du cap Sounion, sous le commandement de Miaoulis, afin de s'opposer aux mouvements de la flotte de Méhémet Ali dont l'arrivée était imminente.
L'expédition égyptienne fut prête à partir de la mi-juillet. La flotte rassemblée à Alexandrie regroupait 54 navires de guerre, dont une escadre tunisienne de 2 frégates, 4 bricks et 2 goélettes, une escadre turque d'une frégate, 4 corvettes et 9 bricks, commandée par le Patrona Bey , et le contingent égyptien comprenant deux frégates, une corvette et 29 bricks, commandé par Ismael Gibraltar. Les forces terrestres se composaient de 12 000 soldats réguliers, 2 000 mercenaires albanais, 2 000 cavaliers, 5 000 canonniers servant 150 canons. Ces troupes étaient convoyées à la fois par des navires turcs mais aussi par 86 européens : 26 sous pavillon britannique (1 anglais et 25 maltais), 36 autrichiens, 17 espagnols, 4 russes, un sarde, un toscan et un américain. Le nombre total de navires s'élevait ainsi à un peu moins de 400. Le commandement général était assuré par Ibrahim Pacha, le fils de Méhémet Ali ; son beau-frère Hussein était à la tête des Albanais ; l'État-Major comprenait de nombreux européens, dont le Français Joseph Sève à la tête de l'un des trois régiments réguliers.
La flotte eut des difficultés (météorologie, épidémies, désertions) et n'arriva que fin août à Bodrum, en face de Kos où l'attendait comme prévu la flotte ottomane accompagnée de l'escadre tripolitaine. Les troupes furent débarquées pour se reposer, et les navires reçurent l'ordre de se préparer à appareiller pour le Péloponnèse.

#### Bataille de Bodrum
Du côté grec, la nouvelle de la victoire de Sachtouris provoqua une vague d'enthousiasme : de nouveaux brûlots furent rapidement équipés, des munitions envoyées vers les côtes de l'Asie Mineure, et l'escadre de Miaoulis rejoignit celle de Sachtouris le 4 septembre à Lipsi. La flotte grecque comptait environ 70 navires, 5 000 hommes et 700 canons. La composition de la flotte combinée égypto-ottomane, et en particulier la proportion relative des frégates, varie selon les sources contemporaines ; selon Anderson, l'estimation la plus probable serait d'un vaisseau de ligne, 18 frégates, 14 corvettes, 70 bricks et goélettes, 30 navires auxiliaires et 151 transports,.
Le matin du 5 septembre, les Grecs allèrent à la rencontre de la flotte ennemie et un premier engagement eut lieu entre Kos et Bodrum. Les deux flottes se canonnèrent de façon inefficace, et la plupart des dégâts furent causés par des collisions accidentelles entre navires. Les Grecs perdirent deux brûlots, le premier abandonné et brûlé par son équipage après avoir été endommagé par une collision avec un Hydriote, le second étant capturé par les Musulmans après avoir perdu un mât détruit par un boulet, l'équipage ayant pu se sauver mais sans avoir incendié avec succès le brûlot. Husrev Pacha ne participa pas aux combats à cause d'une avarie dans son gréement, mais Ibrahim et Ismael Gibraltar se distinguèrent en s'exposant sur leur frégate respective. Les Grecs finirent par se replier vers le nord, et les Ottomans rejoignirent Bodrum après un semblant de poursuite. Le lendemain, une escarmouche indécise eut lieu devant Bodrum ; les Grecs se retirèrent le soir pour mouiller au cap Yérondas, près de Didymes.

#### Bataille de Yérondas

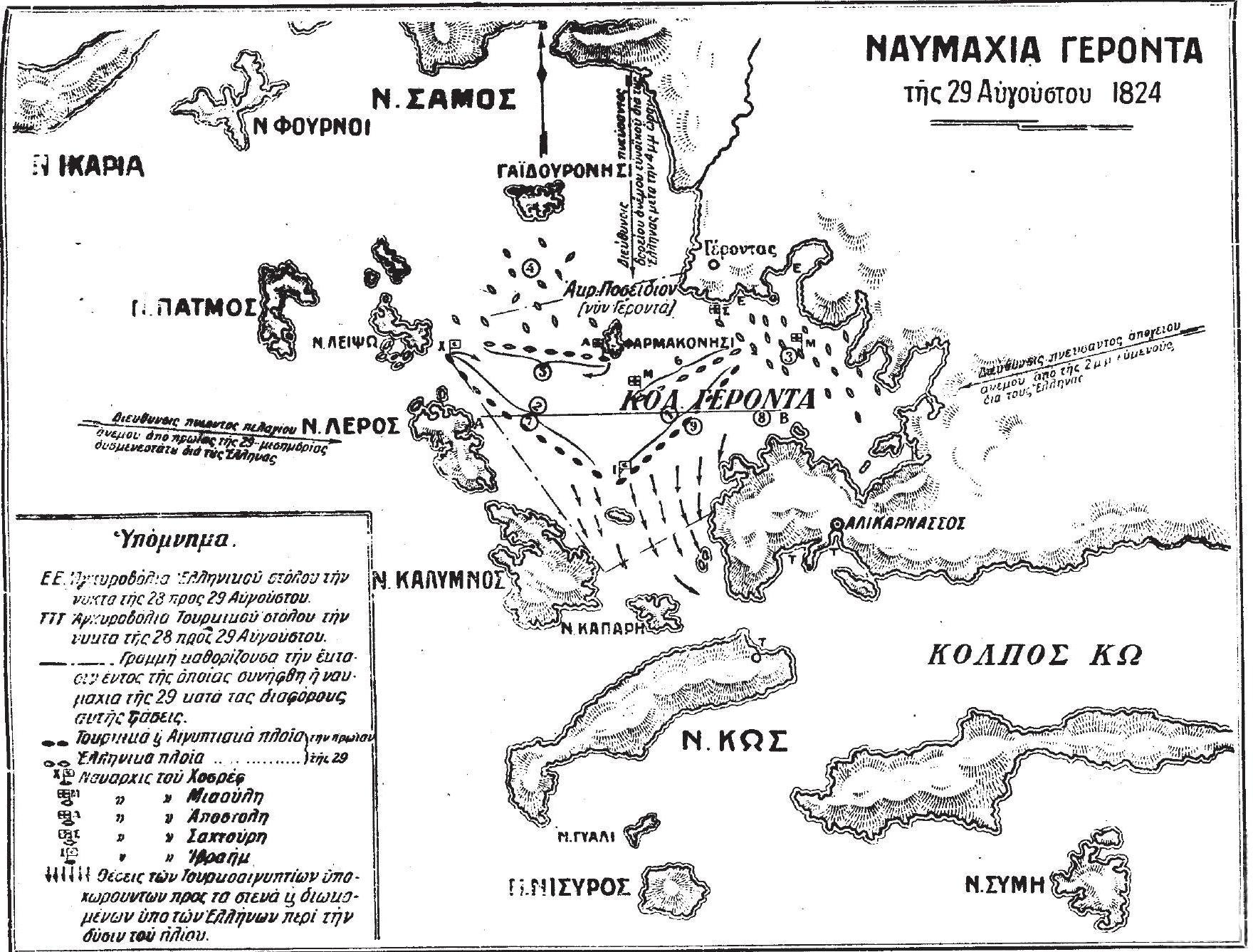
Positions des flottes.

Après quelques jours de délibérations, les Ottomans décidèrent d'attaquer l'ennemi en force et gagnèrent le golfe de Yérondas le 10 septembre avec 87 navires, leur ligne s'étendant de Léros à Kalymnos. Le combat s'engagea d'abord avec une douzaine de navires grecs autour de Miaoulis, qui étaient restés bloqués par le manque de vent près de l'île de Zatalia à l'entrée du golfe. Les Ottomans cherchèrent à les encercler, mais en furent empêchés par l'intervention des brûlots, et l'arrivée d'une partie du reste de la flotte grecque. Le début de la bataille fut défavorable aux Grecs : le brûlot psariote de Papanikolis fut immobilisé par la perte d'un mât alors qu'il attaquait la flotte ennemie, et dut être brûlé pour éviter sa capture ; trois brûlots hydriotes et spetsiote furent consumés en vain en essayant de détruire un brick égyptien commandé par des Européens, et alors qu'on croyait ce navire incendié, il émergea de la fumée intact. Ces échecs découragèrent les Grecs, qui se retirèrent, poursuivis par les Musulmans, dont une dizaine de navires cherchèrent à nouveau à isoler la division de Miaoulis, causant d'importants dommages au navire de Sachtouris. Finalement l'intervention du brûlot hydriote de Papantonis sauva la situation pour les Grecs dans l'après-midi : il réussit à aborder le navire-amiral tunisien, une frégate de 44 canons que son équipage évacua immédiatement. Pour assurer sa destruction, Miaoulis ordonna au brûlotier Vatikiotis d'attacher son navire de l'autre côté de la frégate, qui explosa après une demi-heure. L'amiral tunisien, le colonel d'un des régiments égyptiens et une cinquantaine de soldats furent capturés sur un canot. Le combat cessa alors, la flotte égypto-turque se rassemblant au large de Kalymnos tandis que les Grecs mouillaient à Lipsi.
Au cours des combats, les navires du Capitan pacha, d'Ibrahim et d'Ismael Gibraltar restèrent en retrait, seul le Patrona bey se distinguant parmi les amiraux : Hüsrev, qui était plus un administrateur qu'un marin ou un militaire de carrière, évitait généralement de s'exposer, et selon Gordon il se disait parmi les Turcs que son navire de 80 canons aurait été aussi utile s'il était resté à Constantinople qu'au sein de la flotte. Les Égyptiens de leur côté étaient en froid avec lui, une inimitié datant de l'époque où Hüsrev avait été évincé d'Égypte par Méhémet Ali, et renforcée par le fait qu'en tant que supérieur hiérarchique (en théorie) il se donnait des airs de supériorité : Ibrahim répugnait ainsi à risquer sa flotte pour assurer une victoire dont Husrev aurait été le premier bénéficiaire.
Du côté grec, si nombre de capitaines se distinguèrent par leur conduite, de nombreux autres auraient eu un comportement critiquable : selon Gordon, une partie serait restée à distance sans prendre part à l'action ou de si loin que leurs canons auraient touché leurs propres bateaux plus avancés, et une douzaine de navires, dont l'amiral psariote Apostolis, se seraient enfuis vers Samos en répandant la nouvelle que les navires de l'arrière-garde grecque étaient perdus. L'honneur des combats revenait aux brûlotiers ; deux d'entre eux furent tués et sept blessés, dont les capitaines Papantonis et Pipinos.
Le combat fut considéré par les Grecs comme une grande victoire. Gordon estime que bien qu'il s'agisse en apparence d'une bataille indécise, la perte de six brûlots était largement contrebalancée par la destruction de la frégate tunisienne et la capture des officiers ottomans.

### Mouvements dans l'Égée
Au bout de deux jours, les flottes égyptienne et turque rentrèrent à Bodrum. Ibrahim et Hüsrev décidèrent de renoncer pour le moment à débarquer dans le Péloponnèse et décidèrent d'attaquer Samos. Une partie de l'infanterie régulière et la totalité de la cavalerie fut débarquée, et les transports européens laissés au port, gardés par une frégate, tandis qu'environ 200 navires prenaient la mer le 18 septembre en direction de l'ouest, avec à leur bord Husrev, Ibrahim et les autres amiraux. Ralentie par des vents contraires, la flotte combinée ne progressa que très lentement, surveillée par les Grecs répartis en deux divisions.

#### Combat d'Ikaria
Le 22 septembre, Miaoulis rencontra les Ottomans entre Ikaria et Amorgos. Il fut surpris par un calme au cours de l'après-midi alors qu'il se trouvait isolé en tête avec 6 navires, tandis que les turco-égyptiens bénéficiaient d'une brise avantageuse. Les navires grecs, encerclés, durent combattre des deux côtés à la fois, mais malgré une intense canonnade (les navires ottomans auraient tiré 10 000 boulets), ils furent sauvés par un changement de vent à la tombée de la nuit qui leur permit de se dégager et de rejoindre le reste de leur escadre. La frégate d'Ismael Gibraltar fut endommagée au cours du combat. Les Musulmans, croisant ensuite aux environs de Naxos, hissèrent le drapeau turc à Mykonos sans maltraiter la population. Dans le même temps, la seconde division commandée par Sachtouris surveillait les abords de Samos, des troupes ottomanes et 40 navires de transport ayant été rassemblés à Tchesmé.

#### Retrait de la flotte turque
La nuit du 27, une violente tempête soufflant du sud balaya l'Égée, dispersant les flottes ennemies vers le nord. Les Ottomans avaient rendez-vous à Mitylène, où les amiraux arrivèrent le 29. Miaoulis, qui se trouvait le soir du 28 avec 12 navires et un brûlot dans le détroit de Chios, poursuivit 30 navires ottomans de l'arrière-garde ; s'étant assuré le 30 de la présence des flottes ennemies à Mitylène, il se dirigea vers le sud à la recherche du reste des Grecs, et rejoignit le 4 octobre les Hydriotes à Volissós (sur la côte nord-ouest de Chios) tandis que les Spetsiotes et les Psariotes se rassemblaient à Psará. Le même jour, Hüsrev donna le signal du retour vers Constantinople, qu'il regagna avec 16 navires en laissant à Ibrahim 14 de ses frégates lourdes et la plupart de ses bricks et corvettes.

#### Combat au large de Karabouroun (6-7 octobre)

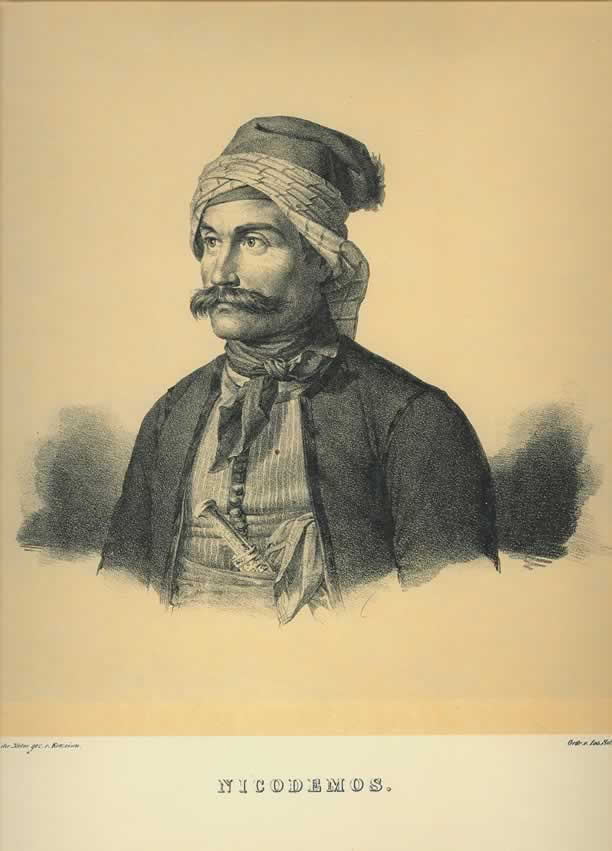
Konstantinós Nikódimos.

La flotte grecque commença alors à se déliter : les Psariotes la quittèrent sauf le brûlotier Nikodimos. Le 6 octobre, les Égyptiens qui se dirigeaient vers le sud rencontrèrent les Grecs au large de Karabouroun et firent demi-tour vers Mitylène, poursuivis par les Grecs. Deux heures après la tombée de la nuit, l'avant-garde grecque (Miaoulis, Sachtouris, sept bricks hydriotes, le vice-amiral spetsiote, la corvette et la goélette des Tombázis, et 5 brûlots) ouvrit le combat. Deux brûlots hydriotes incendièrent un brick égyptien de 12 (ou 24) canons avec 75 soldats ; une attaque contre une frégate échoua, mais à une heure du matin Nikodimos détruisit une corvette de 19 canons avec 180 soldats à bord. Au lever du jour, l'Hydriote Anastasios Robotsis aborda un transport convoyant 500 soldats, mais son brûlot, placé sous le vent du navire, se consuma sans réussir à l'incendier. Les Ottomans rentrèrent peu après dans le port, et les Grecs n'ayant plus qu'un seul brûlot se retirèrent à Samos. Ibrahim, considérant que ses officiers avaient démérité, fit un exemple en faisant exécuter un capitaine de brick et en en bastonnant un autre à mort de ses propres mains pour être entré en collision avec une frégate,.
Après cette bataille, les Grecs furent une nouvelle fois confrontés aux défauts d'organisation qui faisaient leur faiblesse : l'escadre spetsiote rentra au port, puis les Hydriotes commencèrent à faire progressivement de même, si bien que la flotte de Miaoulis se trouva réduite à 25 navires. Le 21 octobre il fut ainsi contraint d'observer impuissant, depuis son mouillage au sud de Samos, le passage de la flotte ennemie en direction du sud.

#### Échecs égyptiens
Ibrahim arriva le lendemain à Boudroum, ayant perdu une corvette de 6 canons naufragée sur des récifs. Durant son absence, le climat humide avait causé des épidémies dans ses troupes stationnées autour de la ville. Le contrat passé avec les navires européens étant proche de son terme, il le prolongea jusqu'au 25 décembre et fit embarquer la totalité de l'armée afin d'aller hiverner en Crète, la saison étant trop avancée pour attaquer le Péloponnèse.
La flotte égyptienne quitta Boudroum le 8 novembre en direction de Souda. Miaoulis, qui avait reçu des renforts, la poursuivit avec 45 navires. Les 10, 11 et 12 novembre, des escarmouches eurent lieu entre Astypalée et Karpathos, un transport espagnol au service des égyptiens étant capturé par les Grecs. Le 13, un combat plus disputé eut lieu au large d'Héraklion : les Grecs dépassèrent la flotte ennemie en remontant au vent et purent attaquer les transports égyptiens situés en tête de convoi, protégés par une frégate et de petits navires de guerre, alors que le reste de la flotte égyptienne se trouvait à l'arrière. Après avoir canonné la frégate, les Grecs tentèrent de la détruire avec des brûlots : le premier échoua, les Ottomans ayant envoyé des canots l'intercepter, mais les brûlotiers réussirent à se défendre et à capturer l'un des canots. La seconde tentative fut aussi vaine, bien que le brûlot ait enflammé une partie des voiles et que de nombreux hommes d'équipage se soient jetés à la mer pour échapper aux flammes. Dans le même temps, les autres navires égyptiens cherchaient à s'échapper, ce qui conduisit par la suite Ibrahim à casser onze capitaines de leur grade. Au cours de l'après midi, Ibrahim put venir au secours de ses transports avec onze frégates, et un engagement général eut lieu, les deux flottes échangeant des tirs à faible distance ; deux brûlots furent consumés sans succès. Le soir, le temps se dégrada et les navires de guerre égyptiens quittèrent l'Égée en direction du sud-est, passant entre la Crète et Kassos, suivis tant bien que mal par les transports dont plusieurs furent capturés le lendemain, avec plusieurs centaines de soldats.

#### Débarquement en Crète
Le 14, Ibrahim et les 4 amiraux se trouvaient ainsi au sud de Karpathos sans contact avec leurs transports, dont certains commencèrent à les rejoindre à la fin de la journée. Ils se dirigèrent vers Rhodes, puis vers la baie de Marmaris, rejoints progressivement par les autres navires, dont 70 à 80 manquaient encore à l'appel à la fin du mois. La défaite du 13 mettait Ibrahim dans une position délicate : il pouvait difficilement se permettre d'hiverner à Marmaris, où le ravitaillement était malaisé et où le temps humide provoquaient des épidémies, ce qui réduisait quotidiennement ses troupes par les désertions et la maladie ; il devenait donc urgent pour lui de trouver un endroit plus adapté, avant l'expiration du contrat avec les Européens le 25 décembre. Heureusement pour les Égyptiens, les Grecs regagnèrent rapidement leurs bases, étant tous rentrés au port le 25 novembre ; Ibrahim put ainsi quitter Marmaris le 5 décembre, congédier les navires européens et prendre ses quartiers d'hiver dans la baie de Souda, en Crète, ayant perdu environ un tiers de son armée.
Il repartit le 23 vers Rhodes, Marmaris et Makri pour y récupérer le reste de ses troupes et des renforts venus d'Égypte et les emmener en Crète ; ce voyage se fit sans incident, hormis la capture d'un transport par un navire spetsiote isolé le 2 février au large de Rhodes.

## 1825

### Débarquement égyptien en Morée
Profitant de l'absence des Grecs, dont les navires qui n'étaient pas au port se trouvaient au blocus de Patras, sur le point de tomber, Ibrahim quitta la Crète avec plus de 50 navires et débarqua au port de Modon, sur la côte sud du Péloponnèse, les 23 et 24 février, avec 4 000 fantassins et 400 cavaliers. La flotte fit un nouvel aller-retour vers Souda et débarqua le 17 mars 7 000 fantassins et un peu moins de 400 cavaliers supplémentaires. Le 21 mars, l'armée égyptienne mit le siège à Navarin, tandis qu'une escadre de 2 frégates, 3 corvettes et 6 bricks fut envoyée vers le golfe de Corinthe afin de lever le blocus de Patras. Une fois la citadelle ravitaillée par des navires européens, la flotte égyptienne fit un nouvel aller-retour vers Souda pour embarquer des renforts.
La flotte grecque reçut l'ordre de se préparer : la première division n'appareilla que mi-mars, mais pendant plusieurs semaines il n'y eut pas d'affrontement ; Miaoulis cherchait à intercepter les convois égyptiens en croisant au large de Cythère. Dans la nuit du 1er avril, une tempête dispersa les navires grecs qui subirent de gros dégâts, le brûlot de Kanáris étant même coulé à la suite d'une collision avec le navire de Miaoulis : la flotte se réfugia alors à Vatika, sur la côte de Laconie. Le 20 avril, Miaoulis y apprit le passage de la flotte égyptienne en direction de la Crète, et se mit à sa poursuite. Après l'échange de quelques coups de canons, les adversaires furent séparés par une nouvelle tempête : les Grecs retournèrent à Vatika et les Égyptiens arrivèrent à Souda, où les attendaient 38 transports chargés de provisions récemment arrivés d'Alexandrie.
Miaoulis tenta d'intercepter la flotte à son retour, et l'engagea le 29 avril malgré son infériorité numérique (22 navires grecs dont 5 brûlots contre 10 frégates, 6 corvettes et plus de 30 bricks, plus une quarantaine de transports) : le manque de vent empêcha d'utiliser efficacement les brûlots, dont 3 furent consumés sans résultat, et le 1er mai la flotte égyptienne arriva à Modon où elle débarqua 4 000 hommes, de l'artillerie et des provisions.

Constantínos Volanákis, La sortie de l'Arès.

Le 7 mai, la flotte grecque aida la garnison de Paléo-Navarino à repousser une attaque, en canonnant les troupes égyptiennes depuis le rivage. Le lendemain, Miaoulis ne put s'opposer à la prise de l'île de Sphactérie : les troupes égyptiennes embarquées sur une cinquantaine de canots purent débarquer vers midi sur l'île, les navires de guerre faisant écran contre la flotte grecque immobilisée par le manque de vent. Des 8 navires grecs mouillés dans la baie, 7 purent s'échapper rapidement mais le 8e, l'Arès, attendant son capitaine, ne coupa son ancre qu'au dernier moment après avoir appris la mort certaine de celui-ci. Il dut alors se frayer un chemin au travers de la flotte ennemie et ne réussit à s'échapper miraculeusement qu'après plusieurs heures de manœuvres sous le feu des autres navires et des batteries de l'île capturées par les Égyptiens.
La capture de Navarin suivie des victoires égyptiennes à Maniatis et à Kalamata permirent à Ibrahim de disposer en Messénie d'une solide base d'opérations, et de pouvoir se tourner vers l'intérieur du Péloponnèse.

### Succès grecs sans lendemain
Les Grecs n'ayant pas su empêcher le débarquement de l'armée égyptienne, le but de leur flotte fut ensuite d'essayer d'intercepter le ravitaillement et les renforts venus d'Égypte, transitant par la Crète jusqu'à Navarin : les combats se déplacèrent donc entre la grande île et la côte sud du Péloponnèse.
Par ailleurs une seconde flotte grecque appareilla le 14 avril pour affronter dans l'Égée la flotte ottomane qui devait arriver de Constantinople. Elle comprenait 11 navires spetsiotes (dont 1 brûlots) et 13 hydriotes (dont 3 brûlots), rejoints par 9 psariotes ; elle était selon Gordon sous les ordres du vice-amiral hydriote Sachtouris mais Orlándos cite aussi des commandants pour les contingents spetsiote et psariote, respectivement G. Androutsos et N. Apostolis.

#### Modon
Le soir du 12 mai, apprenant qu'une partie de la flotte égyptienne se trouvait à Modon, Miaoulis profita d'un vent favorable pour envoyer 6 brûlots à l'intérieur de la baie : une vingtaine de navires égyptiens furent détruits, dont une grande frégate, 3 corvettes, 3 bricks de guerre et des transports, ainsi que des magasins de provisions gagnés par l'incendie. Cette victoire remonta le moral des Grecs après une série d'échecs sur terre et sur mer, mais ne put pas empêcher la prise de Navarin le 23 mai.
La flotte égyptienne fut renforcée vers le 20 mai par l'arrivée à Navarin de l'escadre algérienne (2 frégates, 2 bricks et 4 autres navires).
Après la chute de la ville, Ibrahim envoya à nouveau sa flotte à Souda pour rejoindre celle d'Hüsrev Pacha et embarquer un millier de mercenaires albanais restant encore en Crète. Le 26, au niveau du cap Matapan, elle rencontra Miaoulis avec 40 navires. La faiblesse des vents empêcha d'utiliser les brûlots mais les Grecs réussirent en manœuvrant et en canonnant à retarder pendant six jours la flotte ennemie, qui finit cependant par doubler le cap Spada le 1er juin, les Grecs se repliant à Vatika.

#### Bataille du Cavo Doro
La flotte de Constantinople se rassembla début mai dans la mer de Marmara, toujours sous le commandement d'Hüsrev Pacha à bord d'une nouvelle frégate à deux ponts de 66 canons et accompagné par deux autres frégates, 8 corvettes et une cinquantaine de bricks et de transports (dont des navires autrichiens). L'objectif principal de la flotte était d'amener des renforts et du matériel de siège à Kioutachis Pacha qui avait entrepris un nouveau siège de Missolonghi. Les navires de ligne ayant été jugés inadaptés, il restèrent dans le Bosphore.
Pour s'opposer à elle, la seconde division de la flotte grecque, forte de 20 navires et de 8 brûlots, relâchait à Samos lorsque Sachtouris apprit qu'Hüsrev avait quitté l'Hellespont le 24 mai, et se mit à sa poursuite. Les Turcs, gênés par des vents contraires, tentaient de franchir de détroit de Cavo Doro séparant les îles d'Eubée et Andros lorsqu'ils furent attaqués par les Grecs qui rompirent leur ligne et lancèrent leurs brûlots : deux d'entre eux s'attaquèrent à la frégate-amirale qui explosa avec 800 hommes d'équipage, la caisse de la flotte et le pavillon de l'amiral ottoman, qui se trouvait alors lui-même sur un autre navire ; trois brûlotiers furent tués et quatre blessés au cours de l'action. Un autre brûlot détruisit une frégate de 34 (ou 26) canons, et les autres navires ottomans s'enfuirent dans toutes les directions : une vingtaine se réfugia à Carystos, 5 navires autrichiens furent capturés avec 1300 barils de poudre et des canons de siège, une corvette pourchassée par deux bricks fit naufrage à Syros et son équipage de 200 hommes fut capturé (25 Européens et le même nombre de Turcs furent massacrés sur place et le reste conduit à Hydra, et assassinés peu après). Hüsrev qui s'était dirigé vers le sud réussit à rejoindre Souda le 8 juin avec 36 navires,.

#### Bataille de Souda
Miaoulis et Sachtouris réunirent leurs flottes à Falkonera (un ilôt à l'ouest d'Antimilos) puis allèrent mouiller avec 70 navires à Milos le 4 juin. Apprenant que les navires turcs et égyptiens étaient entassés de façon désordonnée dans la baie de Souda, les Grecs conçurent un plan pour tenter de les incendier ; malheureusement pour eux, une goélette de l'escadre française du Levant, ayant deviné leurs intentions, prévint les Ottomans, si bien que ces derniers eurent le temps de se préparer. Le 14 juin vers midi, les Grecs favorisés par une brise du nord-est s'avancèrent et après une intense canonnade contraignirent les navires ottomans à se retirer plus profondément dans la baie. Deux brûlots incendièrent une corvette de 24 canons, avec 200 hommes d'équipage dont 15 Européens et Anglais ; un troisième se lança au milieu de la flotte ennemie, mais une chute du vent l'immobilisa et il brûla sans faire de dégâts tandis que l'équipage, encerclé par les navires Ottomans, dut se frayer un chemin à travers ceux-ci pour s'échapper. La chute du vent immobilisa sous le feu du fort de l'île de Souda 9 navires grecs, dont ceux de Miaoulis, Sachtouris et Apostolis, qui durent être remorqués par leurs canots mais furent endommagés. Le 17 juin, une tempête dispersa les Grecs et Miaoulis retourna à Vatika ; le brûlot de Kanáris ayant fait eau coula en arrivant à Ios,.
Husrev quitta la baie de Souda le 23 juin, avec environ 80 navires turcs, égyptiens et algériens, portant 3 à 4 000 mercenaires albanais, 600 cavaliers, et 1 200 sapeurs et domestiques, commandés par Hussein Bey. Le 28, au large de Cythère, Miaoulis attaqua l'arrière-garde du convoi (11 frégates dont celle de l'amiral algérien, et la corvette du Reala bey), avec 11 navires dont 2 brûlots. Une fois de plus, le manque de vent désavantagea les brûlots, qui furent tous consumés en vain, le capitaine de l'un d'eux étant tué avec une partie de son équipage. Les Grecs se dispersèrent et la flotte turco-égyptienne put débarquer les renforts à Navarin du 2 au 5 juillet,. Hüsrev se dirigea quelques jours plus tard vers Missolonghi, où il arriva le 10 juillet avec une cinquantaine de voiles, mettant en fuite les 5 ou 7 navires hydriotes qui protégeaient la ville,.

#### Raid sur Alexandrie
Ayant appris qu'une nouvelle expédition égyptienne était en préparation à Alexandrie, Kanáris conçut le projet de la détruire dans le port même. Parti le 4 août avec trois brûlots accompagnés du brick de Kriézis et du Thémistocle de Tombázis, il arriva à l'entrée du port le 10 août. À 3 heures de l'après-midi, les trois brûlots entrèrent dans le port sous pavillon russe, ionien et autrichien. Une chute soudaine du vent sauva la flotte égyptienne et la centaine de navires européens à l'ancre ; ayant enflammé son brûlot, Kanáris réussit à s'échapper. Une escadre égyptienne se lança à la poursuite des Grecs mais ne put les rejoindre ; dans la nuit du 11 ces derniers attaquèrent un convoi venant d'Antalya et détruisirent un brick de 16 canons : furieux, Méhémet Ali prit alors lui-même la mer avec une corvette et cinq frégates, mais retourna à Alexandrie le 20 après être allé jusqu'à Chypre sans avoir pu apercevoir l'ennemi. Les Grecs capturèrent un navire de commerce au marge d'Antalya et entrèrent finalement à Hydra le 25 après avoir exceptionnellement libéré les 180 hommes d'équipage faits prisonniers sur les deux navires ottomans, peut-être pour redorer leur image après un nouveau massacre de plus de 200 prisonniers musulmans à Hydra fin juin.

### Siège de Missolonghi
En Grèce continentale, les forces ottomanes avaient repris l'offensive début 1825, commandées par un général compétent à la fois sur les plans militaire et politique, Mehmet Rechid Pacha, souvent appelé Kioutachis. Après avoir apaisé les troubles qui agitaient les Albanais en Épire et rassemblé une armée, il prit de vitesse les Grecs et put franchir les passes du Makrynoros sans opposition début avril. Après quelques combats pour passer les gués de l'Achéloos, il arriva en vue de Missolonghi le 25 avril et commença les travaux d'approche et le bombardement.
Le 10 juin, l'arrivée d'une escadre de 5 ou 7 navires hydriotes sous le commandement de G. Négas permit de lever le blocus maritime, la flottille ottomane se réfugiant dans le golfe de Corinthe. Mais les navires grecs durent fuir à leur tour à l'arrivée de la flotte ottomane le 10 juillet, sous le commandement d'Hüsrev. Malgré les pertes subies au Cavo Doro, ce dernier put apporter une aide importante à Rechid Pacha en hommes, en artillerie et en provisions. À Patras, Youssouf pacha fit construire 36 navires à fond plat avec lesquels il put pénétrer dans la lagune pour couper les communications entre Missolonghi et Anatoliko, et canonner la ville.
Le 28 juillet, la garnison repoussa une attaque terrestre et maritime, mais sa situation devenait critique par manque de vivre et de munitions (selon Gordon, elle aurait peut-être capitulé si Rechid n'avait pas exigé une reddition inconditionnelle) et son seul espoir résidait dans l'arrivée de la flotte grecque. Celle-ci avait été retenue au port, les marins refusant d'embarquer sans une augmentation de leur paie, mais une première division quitta finalement Hydra le 17 juillet et se dirigea vers le nord, ralentie par des vents contraires. Le 29 Sachtouris avec une avant-garde de 12 navires rencontra les éclaireurs ottomans au large de Céphalonie : la flotte ottomane leva l'ancre pour le poursuivre, mais il les évita en manœuvrant jusqu'à l'arrivée de Miaoulis et du gros de la flotte grecque le 2 août.
Craignant que les Grecs ne réussissent à ravitailler la ville, Rechid Pacha ordonna une attaque sur les remparts, qui fut repoussée. La nuit du 3, les Grecs contournèrent la flotte ennemie et au matin dispersèrent l'escadre côtière ottomane, brûlant un brick et une goélette échoués sur le rivage. Vers midi la flotte principale ottomane s'avança en ordre de bataille, et le combat s'engagea entre Missolonghi et le cap Papas (Araxos). Après une courte canonnade, trois brûlots se dirigèrent vers le navire d'Hüsrev, qui s'enfuit vers le sud en entrainant le reste de la flotte. Une quinzaine de petits navires se réfugia dans le golfe de Corinthe tandis que le reste arriva à Alexandrie le 13 août. La fuite de la flotte ottomane permit ainsi le ravitaillement de Missolonghi ; le 6 août, les canots grecs entrèrent dans le lagon et détruisirent la flottille de Youssouf pacha. Peu après la garnison fit une sortie victorieuse contre les lignes ottomanes. Laissant une escadre pour assurer le blocus de Patras et Lépante, Miaoulis retourna ensuite croiser dans l'Égée. Après de nouvelles attaques terrestres infructueuses, le siège de Missolonghi fut interrompu à la mi-octobre, Rechid se retirant dans un camp fortifié à proximité.

### Second convoi égyptien, combats autour de Missolonghi

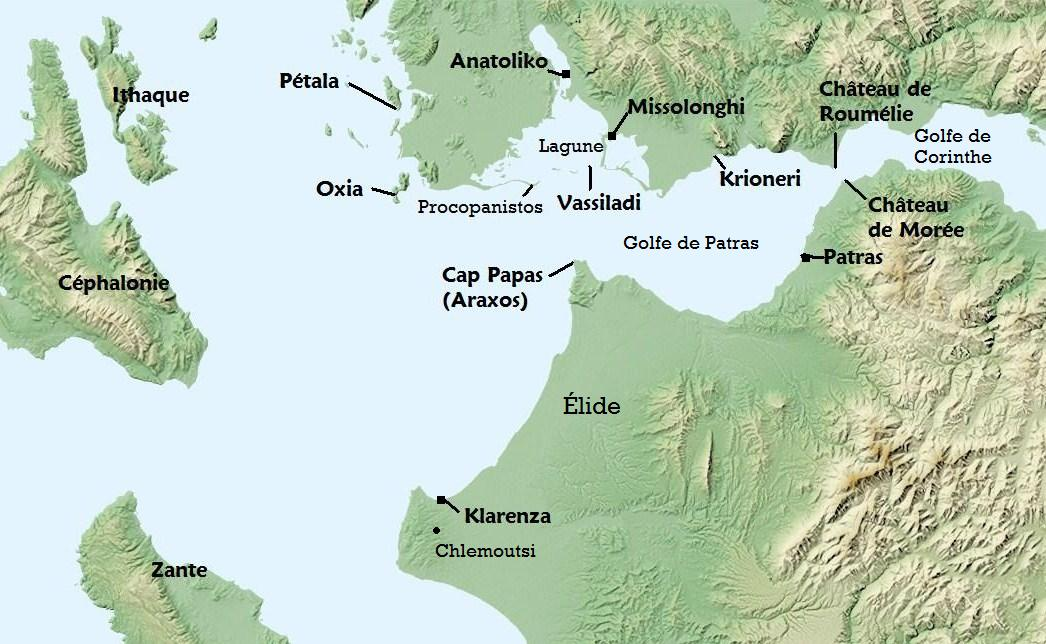
Golfe de Patras.

Hüsrev prit le commandement du nouveau convoi égyptien devant amener des renforts à Ibrahim et Rechid. La flotte combinée turco-égypto-européenne appareilla d'Alexandrie du 17 au 19 octobre ; elle comptait 135 navires, dont 79 de guerre : neuf frégates, neuf corvettes, dix bricks et trois goélettes turcs, 2 frégates, 2 corvettes, et une goélette algériennes, une corvette, un brick et deux goélettes tripolitaines, 2 frégates, une corvette, seize bricks, neuf goélettes, dix brûlots, un navire à vapeur et 26 transports égyptiens, et trente transports européens. Les troupes embarquées comprenaient 10 000 soldats (dont 8 000 réguliers) et leurs suivants.
Porté par des vents favorables, le convoi arriva sans encombre le 5 novembre à Navarin. Miaoulis, qui croisait entre l'Europe et l'Asie Mineure pour tenter d'intercepter les Ottomans, se lança à leur poursuite dès qu'il apprit leur arrivée et se présenta le 14 novembre à l'entrée de la baie de Navarin ; il proposa d'y envoyer quatre brûlots, mais leurs équipages refusèrent d'y entrer sans être accompagnés de toute la flotte grecque. Le lendemain il engagea 45 navires ennemis qui se dirigeaient vers Patras : après quelques tirs, une tempête sépara les belligérants, et les Grecs retournèrent à Vatika le 18, tandis que la flotte ottomane gagnait le golfe de Corinthe, franchissant les Petites Dardanelles le 18 après avoir laissé une escadre pour reprendre le blocus de Missolonghi. Les 3 flottilles grecques se séparèrent alors, les Spetsiotes et Psariotes rentrant au port.
De son côté Miaoulis se dirigea vers le golfe de Corinthe dès que le vent le permit, avec 2 corvettes, 25 bricks ou goélettes et 6 brûlots. Le 25 novembre, il engagea 90 navires d'Husrev au large du cap Papas (Araxos) ; la canonnade à distance dura une heure, la faiblesse du vent ne permettant pas d'action rapprochée. Le lendemain un nouvel engagement indécis opposa les Grecs à 7 frégates, une corvette et 29 bricks. Les brûlots ne purent rien faire, et l'un d'eux dut même être abandonné après avoir été embrasé par un tir ennemi. Les Grecs se replièrent finalement derrière Oxia lorsque le gros de la flotte ottomane sortit du golfe de Corinthe.
Le 27, les Grecs évacuèrent sur leurs chaloupes 600 habitants d'Élide réfugiés dans le château de Chlemoutsi. Miaoulis, ayant appris le lendemain que la garnison de Missolonghi manquait de vivres, en acheta à Zante et les fit transporter à Petalás afin d'attendre une occasion de ravitailler la ville. Le soir du 29, la flotte ottomane attaqua en force la flottille grecque, sans résultats ; la nuit suivante, une attaque de brûlot contre une frégate échoua, celui-ci étant coulé par l'artillerie ottomane. Le 2 décembre, les Grecs réussirent finalement à faire entrer des vivres dans Missolonghi au moyen de leurs chaloupes. Le lendemain, une action disputée eut lieu devant Dragomestre, au cours de laquelle les Égyptiens tentèrent d'utiliser un de leurs brûlots : mal piloté, celui-ci brûla avec son équipage. Les deux jours suivants, les Grecs purent envoyer à nouveau leurs chaloupes et des navires de Zante ravitailler la ville. Le 7, l'attention de Miaoulis fut attirée par des coups de feu vers Klarenza, sur la côte de l'Élide : les équipages grecs débarquèrent pour prêter main-forte à des compatriotes qui cherchaient à s'embarquer sur des navires zantiotes et étaient attaqués par les troupes égyptiennes d'Hussein Bey. L'apparition de la flotte ottomane les força à regagner rapidement leurs navires, et après une courte action les Ottomans se retirèrent après avoir capturé un brûlot dont le capitaine fut tué. Le lendemain, le mauvais temps força les belligérants à se mettre à l'abri ; quelques jours plus tard les Hydriotes à court de provisions regagnèrent leur île au moment où arrivait une flottille de 17 navires de Spetsès. À la même période, l'escadron algérien quitta la flotte ottomane.

### Tentative de création d'une flotte régulière
Plusieurs philhellènes pointaient du doigt les défauts (à leurs yeux) de la marine grecque (décisions prises par consensus et non par voie hiérarchique, habitude de payer les marins en avance pour une durée déterminée, navires appartenant à des particuliers) et cherchaient à y introduire les méthodes européennes ou des tactiques nouvelles. Frank Abney Hastings plaidait ainsi pour l'adoption d'un nouveau système, basé sur l'utilisation de moteur à vapeur et d'artillerie lourde avec des projectiles chauffés au rouge. Concernant l'armée de terre, les tentatives de créer une armée régulière s'étaient soldées par des échecs, en partie à cause des défaites subies par les troupes régulières lors de leurs premiers engagements (attaque de Nauplie en décembre 1821, bataille de Péta) qui étaient comparées aux succès des troupes irrégulières.
En 1825, les lourdes défaites subies sur terre par les Grecs contre un ennemi inférieur en nombre, et les échecs de la marine à contrecarrer efficacement la flotte turco-égyptienne, donnèrent un nouveau crédit aux partisans de l'« occidentalisation » : une armée terrestre régulière fut ainsi recréée au cours de l'été. Hastings était retourné en Angleterre à l'automne 1824 pour essayer d'y acheter un navire à vapeur ; les fonds du premier prêt étant alors épuisés, le projet fut ajourné mais la conclusion d'un second prêt début 1825 lui permit de le mener à bien : le 5 mars, il fut autorisé à prélever £10 000 pour la construction et l'armement d'une corvette, la Karteria, censée être opérationnelle avant la fin de l'année. En août, les députés du gouvernement grec à Londres engagèrent le célèbre Thomas Cochrane, qui venait de se couvrir de gloire dans les guerres d'indépendance en Amérique du Sud. Ce dernier demanda la mise à sa disposition de 5 autres navires à vapeur ; dans le même temps 2 frégates avaient été commandées aux États-Unis. Ces navires auraient dû être disponibles à partir de la fin 1825, mais à la suite de divers retards et malversations, le premier (la Kartéria) n'arriva qu'en septembre 1826 et seuls deux participèrent effectivement aux combats.

## 1826

### Siège et chute de Missolonghi
Début janvier, l'armée égyptienne d'Ibrahim Pacha commença ses travaux de siège contre Missolonghi, interrompus depuis l'automne. Après le retour de Miaoulis à Hydra, les armateurs demandèrent au gouvernement des fonds pour l'équipement de la flotte ; le second prêt anglais étant alors épuisé, une souscription publique fut organisée, et la flotte hydriote put appareiller le 13 janvier. Les trois îles étant alors en mauvais termes, les flottes agissaient de façon non coordonnée, si bien que les Spetsiotes rentrèrent au port à ce moment, et que seuls quelques Psariotes quittaient leur base d'Égine. Miaoulis arriva à l'entrée du golfe de Patras le 17 janvier avec 12 navires seulement, les autres ayant été chassés vers Zante ou Ithaque par une tempête qui coula le brûlot de Pipinos,.
Le 21, Miaoulis jeta l'ancre en face de l'îlot de Vassiladi (qui commandait l'entrée du lagon) avec 15 hydriotes, 3 spetsiotes et 4 psariotes (dont Kanáris) ; la flotte ottomane sortit du golfe et le lendemain vers midi 16 navires ottomans attaquèrent les Grecs, qui durent couper précipitamment leurs câbles et s'enfuirent vers les Échinades, sous un feu nourri qui endommagea plusieurs navires. Le 26, une corvette rapide ottomane s'échoua près de l'île du cordon lagunaire (Procopanistos) ; elle fut incendiée par Politis la nuit du 27, 300 hommes périssant dans l'explosion qui effraya une division de la flotte ottomane qui se réfugia dans le golfe de Corinthe. Le lendemain, 60 navires ottomans attaquèrent les navires grecs (alors environ 25) mais ils furent repoussés au-delà des Petites Dardanelles après un combat de 3 heures, perdant deux brûlots (un capturé par les chaloupes grecques, le second - le brûlot grec capturé en décembre - échoué et incendié sur la côte du Péloponnèse). Miaoulis put alors revenir vers Vassiladi, récupérer ses ancres et finir de décharger des provisions et les munitions pour deux mois. Le 4 février, les Ottomans attaquèrent à nouveau : ayant fini de ravitailler la ville, les Grecs n'engagèrent pas le combat et se retirèrent vers Hydra. Trente-cinq navires égyptiens se rendirent alors à Modon pour y déposer un millier de blessés et malades, et récupérer des renforts et du ravitaillement. Ibrahim fit réparer les épaves de la flottille de Youssouf Pacha, échouées à Aspri Aliki, et le 1er mars envoya 31 de ces navires sonder les chenaux et engager la flottille messalonghiote et les batteries insulaires grecques de Vassiladi et Klissova ; il fit construire à Patras d'autres navires à fond plat capables d'entrer dans la lagune, ainsi que cinq grandes barges qui furent remorquées le 6 mars par son navire à vapeur depuis la côte du Péloponnèse. Au retour de la flotte de Modon, une forte escadre ottomane s'approcha au plus près de Vassiladi, l'îlot fortifié commandant l'entrée du principal chenal, qui fut attaqué et pris d'assaut les 9 et 10 mars. Le 12, c'est l'îlot de Dolma, protégeant Anatoliko, qui tomba : les habitants de la ville capitulèrent le lendemain. Le 6 avril, une attaque sur l'îlot de Klissova fut par contre un échec coûteux pour les égypto-ottomans, qui perdirent un millier d'hommes dont Hussein Bey.
Dans le même temps, les Grecs étaient forcés à nouveau de recourir à des souscriptions publiques pour armer la flotte, et Miaoulis leva l'ancre le 31 mars avec une trentaine de navires des trois îles, mal équipés et aux équipages réduits. Arrivant au large de Zante le 12 avril, les Grecs échangèrent quelques coups de canon avec les navires sentinelles ottomans qui donnèrent l'alerte : la flotte combinée turco-égyptienne forma alors une ligne entre les Échinades et le cap Papas, barrant l'entrée du golfe de Patras. Une action longue et indécise eut lieu le 15 avril, Miaoulis engageant avec 6 bricks une quinzaine de frégates et de corvettes : un brûlot fut consumé en vain, et un autre fut endommagé par l'artillerie après avoir été immobilisé par un calme ; les Grecs perdirent une trentaine d'hommes,.
Peu après, le dernier chenal secret traversant la lagune et reliant Missolonghi à l'extérieur fut découvert par les Turcs ; Miaoulis décida en désespoir de cause d'envoyer ses chaloupes chargées de vivres tenter de prendre d'assaut Vassiladi et se frayer un chemin vers la ville. Avant que ce plan put être mis en œuvre, la ville tomba après une sortie en masse de ses habitants la nuit du 22 avril et la flotte regagna Hydra. La flotte combinée et les deux armées égyptienne et turque se séparèrent début mai. Le 11, Husrev appareilla avec une quarantaine de navires en direction des Dardanelles ; la flotte égyptienne quitta 2 jours plus tard le golfe de Corinthe pour la baie de Navarin, puis leva l'ancre le 20 pour Alexandrie.

### Expédition à Beyrouth
En mars, une expédition fut lancée en direction de la côte du Liban, pour aller inciter à la révolte les Maronites ; selon Gordon, il ne s'agissait que d'un prétexte des chefs de l'expédition (Vasos Mavrovouniotis (en) et Nikolaos Kriezotis (en)) pour imposer aux îles de l'Égée des contributions forcées afin de détourner des fonds et des provisions à leur profit. Les Grecs débarquèrent près de Beyrouth le 29 mars, et attaquèrent la ville par surprise ; ils réussirent à capturer une porte et une partie des fortifications, et commencèrent à piller le quartier juif, mais ils furent finalement repoussés et se rembarquèrent quelques jours plus tard.

### Combats autour de Samos
Entre le 6 et le 12 juillet, deux divisions de la flotte ottomane quittèrent les Dardanelles, avec chacune 2 navires de ligne et plusieurs frégates lourdes. La première, commandée par le Capitana bey, se dirigea vers Navarin, tandis que la seconde longeait la côte anatolienne en direction de Samos, sous les ordres d'Husrev, tandis que des troupes étaient rassemblées sur la côte en prévision de l'attaque de l'île.
Une escadre de 31 navires dont 8 brûlots appareilla d'Hydra le 23, commandée par Sachtouris. Le 27, elle affronta 9 navires turcs au large du cap du sud de la péninsule de Tchesmé : deux brûlots furent consumés vainement. Le lendemain, l'ensemble de la flotte ottomane (2 deux-ponts, 27 frégates et corvettes et 7 bricks) s'avança depuis la direction de Chios ; aucun des deux adversaires ne se hasarda à un combat rapproché, et seul Kanáris obéit au signal ordonnant l'attaque des brûlots, mais son navire fut coulé par les canons ennemis et lui-même fut blessé en repoussant un abordage de son canot par une chaloupe turque. Après cet épisode Hüsrev regagna Lesbos où il resta un mois. Le 30 août, 37 navires ottomans se dirigèrent vers le sud mais s'abritèrent à Chios, ayant repéré les Grecs qui croisaient entre Psará et Ikaria.
Le 4 septembre, Miaoulis arriva d'Hydra avec 20 navires et prit le commandement ; il se présenta le 9 devant le port de Mytilène où était ancrée la flotte ottomane. 24 navires ottomans dont les deux-ponts levèrent l'ancre, mais le mauvais temps empêcha un engagement jusqu'au lendemain soir. La bataille, plus disputée que les précédentes, dura la nuit puis la journée du 11, mais la victoire demeura incertaine. Les insulaires perdirent une centaine d'hommes, deux brûlots incendiés et un coulé, et plusieurs navires furent endommagés ; les Ottomans eurent aussi d'importants dégâts et se retirèrent finalement dans le golfe de Smyrne. Selon Gordon, les Ottomans auraient pu subir une véritable défaite si Hüsrev, dont le navire était allé se ravitailler à Phocée, n'avait pas provisoirement cédé le commandement de la flotte à Tahir Pacha.
Il n'y eut plus d'engagement par la suite, les Ottomans restant confinés dans les eaux de Lesbos et Ténédos, puis regagnant finalement Istanbul le 27 novembre.

### Messénie - Troisième convoi égyptien
L'escadre commandée par le Capitana bey stationna dans la baie de Navarin sans rien entreprendre, se contentant de mesures défensives contre d'éventuelles attaques de Cochrane dont l'arrivée était considérée comme imminente. Finalement il regagna Istanbul fin octobre, laissant avec Ibrahim plusieurs navires sous l'autorité du Reala bey.
La flotte égyptienne arriva à Navarin le 1er décembre, avec 31 navires de guerre et de transport, apportant du ravitaillement et de l'argent mais pas de nouvelles troupes. Le convoi avait été retardé car Méhémet Ali attendait, avant de s'impliquer davantage, le résultat des négociations de la convention d'Akkerman entre la Russie et l'Empire ottoman.

### Développement de la piraterie grecque. Intervention autrichienne dans l'Égée
Le gouvernement autrichien, ayant adopté une attitude pro-ottomane, ne reconnaissait pas les blocus grecs et estimait être en droit de commercer librement avec les Ottomans (ce qui incluait le transport de ravitaillement et de fournitures militaires), ce qui conduisait à de nombreux incidents entre les navires autrichiens et les Grecs. En mai 1826, la flotte autrichienne commandée par l'amiral Paulucci fit une démonstration de force dans les Cyclades : il bombarda Naxos et attaqua l'escadre hydriote de Sachtouris à Tinos. À Kythnos, une troupe de ses soldats fut attaquée et chassée par les habitants et à Andros une de ses goélettes armées fut capturée par des pirates.

### Arrivée de la Kartéria et de l'Hellas

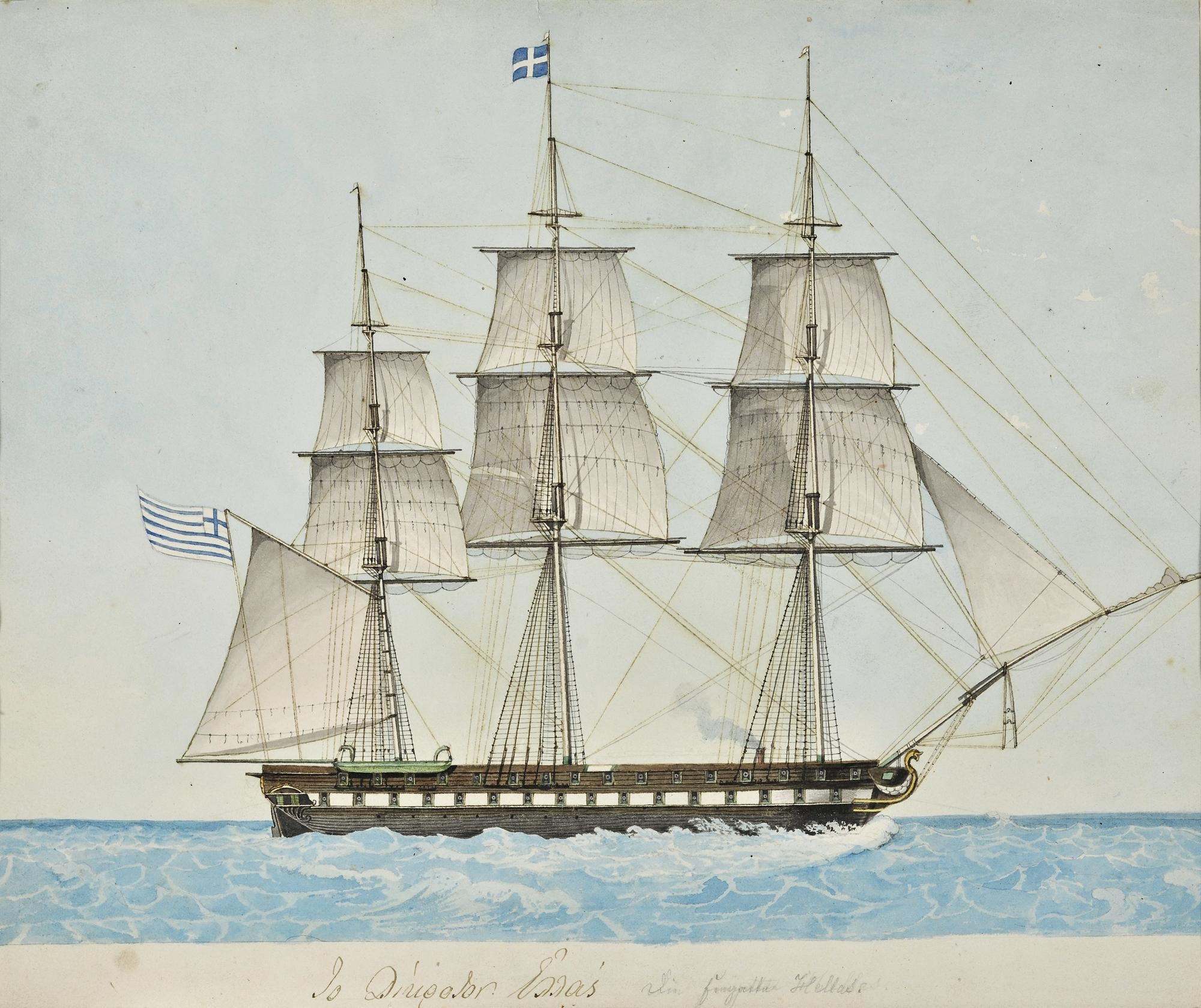
La frégate Hellas, par Karl Krazeisen.

## 1827 (jusqu'au traité de Londres)

### Siège et chute d'Athènes

#### Débarquement au Pirée
Début 1827, diverses opérations furent organisées afin d'essayer de lever le siège d'Athènes par les Ottomans. Le soir du 5 février, un détachement grec débarqua au Pirée et occupa la colline de Munichie, soutenu par une escadre commandée par Hastings et composée de la Kartéria, de 2 bricks psariotes et de chaloupes de transport. Pendant les deux jours suivants, Hastings entré dans le port du Pirée bombarda le couvent Saint-Spyridon, situé près du rivage, dans lequel s'étaient retranchés des soldats ottomans. Il dut cependant se retirer après que ceux-ci eurent reçu de l'artillerie en renfort.
Après sa victoire à Kamatéro, Rechid Pacha lança une contre-attaque sur le Pirée le 11 février : à nouveau, la Kartéria entra dans le port pour soutenir les Grecs, et fut endommagée par des tirs provenant du monastère.

#### Attaque sur Oropos
Devant l'échec de l'attaque directe, il fut décidé d'essayer de couper les lignes de ravitaillement ottomanes, et d'envoyer Miaoulis à Oropos avec une escadre composée de la frégate Hellas, de la Kartéria et du brick psariote Nelson, transportant 500 hommes sous la direction du philehellène Heydeck. La Kartéria captura deux navires ottomans chargés de grain et réduisit au silence une batterie côtière ; Miaoulis conseilla de profiter de la nuit pour lancer un assaut, mais Heideck préféra attendre le lendemain. Réchid Pacha ayant envoyé un renfort de cavalerie depuis Athènes, les Grecs se réembarquèrent.

#### Arrivée de Cochrane et Church
Les Britanniques Richard Church et Cochrane avaient été désignés pour être les nouveaux chefs de l'armée de terre et de la marine, et prirent leur commandement vers le 17 avril. Tandis qu'Hastings était envoyé à Volos avec une flottille pour essayer à nouveau de couper le ravitaillement ottoman, Cochrane et Church se rendirent en Attique pour diriger les opérations de secours vers L'Acropole.
Du 20 au 27, les combats se concentrèrent autour du Pirée, notamment contre le monastère Saint-Spyridon, toujours occupé par une garnison de mercenaires albanais. L'escadre grecque entra dans la rade et Miaoulis bombarda et détruisit le premier étage du bâtiment depuis l'Hellas le 26 et le 27. Les Albanais résistèrent cependant aux assauts terrestres et ne capitulèrent que le lendemain.

#### Batailles de Phalère et de Volos
Après la mort de Karaïskakis, une attaque-surprise fut décidée sous l'impulsion de Cochrane, comprenant le débarquement d'une partie de l'armée près du cap Colias à l'est de la baie de Phalère. Mal organisée, la bataille fut un désastre pour les Grecs qui abandonnèrent leurs positions au Pirée peu après et ne purent empêcher la capitulation de l'Acropole le 5 juin.
De son côté, Hastings arriva à Volos le 20 avril à la tête d'un flottille comprenant, outre la Kartéria, la corvette Thémistocle des frères Tombázis, le brick Arès appartenant à Miaoulis, et deux goélettes spetsiotes. Tandis que les Grecs engageaient les batteries côtières, la Kartéria attaqua les huit deux-mâts ottomans de transport ancrés au port et en captura cinq, deux autres étant incendiés et le dernier échoué.
Envoyant ses prises à Poros sous la garde de la goélette Aspasie, il se dirigea ensuite vers Trikéri où était basé un brick de guerre ottoman de 14 canons, protégé par une batterie et une garnison albanaise. Après l'échec de deux attaques dans la nuit du 22 et le lendemain, Hastings renonça à capturer le navire et le fit exploser avec ses boulets rouges.

### Actions de Cochrane: Castel Tornese, Alexandrie
En avril-mai, l'escadre ottomane quitta Istanbul pour rejoindre Ibrahim à Navarin, avec un navire de ligne, 9 frégates et 18 corvettes et bricks. Hüsrev ayant été nommé à un autre poste et son successeur étant retenu dans la capitale, la flotte était sous les ordres de Tahir Pacha et du Patrona bey. Cochrane, occupé par les opérations du siège d'Athènes, ne chercha pas à les arrêter et les navires ottomans arrivèrent sans encombre à destination.
Après le désastre de la bataille de Phalère le 6 mai, Cochrane visita Hydra et une flotte combinée hydro-psario-spetsiote fut rassemblée à Pórto Chéli (Argolide). Cependant, Cochrane se dirigea alors vers l'Élide avec les seules Hellas et Kartéria, en laissant le reste des navires à Pórto Chéli. Ayant appris qu'Ibrahim dirigeait le siège du château de Castel Tornese à bord d'un brick, il projetait en effet de le capturer par une attaque-surprise. Celle-ci fut un échec.
Le 6 juin, l'Hellas fut rejointe au large de Cythère par une flottille grecque composée d'une corvette, de 14 bricks et de 8 brûlots. Cochrane projeta alors d'attaquer la flotte égyptienne, qui préparait une nouvelle expédition, dans le port d'Alexandrie, comme ce qui avait été tenté en 1825. L'attaque menée le 16 juin fut un nouvel échec, les brûlots n'étant pas entrés dans le port (deux d'entre eux incendièrent un brick égyptien qui s'était échoué à l'entrée du port). Poursuivis jusqu'à Rhodes par la flotte égyptienne, les Grecs regagnèrent Poros le 2 juillet,.

### Attaque autrichienne contre Spetsès
Fin juillet, l'île de Spetsès fut impliquée dans un conflit avec l'escadre autrichienne de l'Égée. Deux de ses goélettes avaient capturé quatre bricks marchands près de Prévéza ; le commandant autrichien, le contre-amiral Dandolo, se trouvait à Nauplie où était situé le tribunal des prises. Considérant l'action grecque comme illégale, il se rendit le 31 juillet avec un navire de ligne et un brick au port de Spetsès et exigea la restitution des navires et de leur cargaison, sans attendre le jugement du tribunal. Les autorités spetsiotes tergiversant, il bombarda le lendemain la ville et la flottille grecque stationnée dans le port, qui faillit être incendiée. Onze marins périrent en cherchant à sauver les navires, dont un fut détruit, et d'autres victimes furent à déplorer en ville. Les quatre bricks ayant été restitués, Dandolo réclama en outre 6 000 thalers de dédommagement pour la prise d'un navire autrichien en janvier, avec obligation de payer dans les deux heures sous peine de la reprise des hostilités ; finalement la flottille autrichienne dut quitter les lieux à la suite d'un coup de vent sans avoir obtenu satisfaction,.
Les Grecs protestèrent auprès des ambassadeurs des trois Puissances contre ce qu'ils considéraient comme un coup de force. Selon Gordon, il s'agissait effectivement d'une réaction disproportionnée, le dommage causé par la prise illégale de ces navires ne justifiant pas la mise en péril de la flotte spetsiote, alors qu'une simple démonstration de force suffisait généralement aux commandants britannique (Hamilton) et français (Rigny) pour obtenir réparation dans ce cas de figure.

## Implication des puissances occidentales (fin 1827-1828)

### Traité de Londres
Le 6 juillet, après de longues négociations, la France, le Royaume-Uni et la Russie signèrent un traité proposant une large autonomie à la Grèce, et résolurent d'organiser un armistice entre les belligérants, si besoin en recourant à la force. Les escadres de ces trois puissances furent donc renforcées dans ce but. Un émissaire anglais, le colonel Cradock, fut envoyé à Alexandrie pour tenter empêcher le départ du convoi égyptien en faisant pression sur Méhémet Ali ; il s'agissait d'obtenir un armistice de fait en paralysant l'action Ibrahim Pacha par manque de ravitaillement.
L'Empire ottoman, auquel le traité fut officiellement présenté le 16 août, refusa d'y adhérer ; les Grecs l'acceptèrent le 3 septembre, malgré la réticence de plusieurs chefs militaires qui espéraient remporter des succès à l'automne et la crainte des Grecs de Grèce centrale de ne pas faire partie du nouvel État. Cependant, les Grecs considérèrent que le refus ottoman leur donnait le droit de poursuivre les combats, ce que cherchaient à éviter les amiraux alliés. Trois expéditions furent ainsi préparées en septembre afin de profiter de l'attentisme ottoman : une en Étolie-Acarnanie (dont une partie s'était à nouveau soulevée en juillet à la nouvelle de la conclusion du traité) commandée par Church, une contre Chios commandée par Fabvier, et une en Thessalie,. Finalement les amiraux alliés autorisèrent les Grecs à agir dans les limites d'une ligne allant du golfe d'Arta à celui de Volo.

### Quatrième convoi égyptien
Le quatrième convoi égyptien, préparé au cours de l'été, comprenait 92 navires, dont 51 de guerre. Une première division, commandée par le Capitana bey, était forte de 2 navires de ligne de 84 canons, 8 frégates (armées chacune de 44 à 50 canons) dont 5 turques et 3 tunisiennes, 9 corvettes turques et un brick tunisien. La division égyptienne, commandée par Moharem Bey assisté du Français Le Tellier, comprenait 4 frégates de 64 canons, 11 corvettes, 4 bricks, 6 goélettes et 6 brûlots. Les 41 transports (dont 5 européens) convoyaient un régiment régulier de 3700 hommes, 100 cavaliers, du ravitaillement, des munitions et une forte somme d'argent. Les derniers navires quittèrent Alexandrie le 5 août, un peu avant l'arrivée du colonel Cradock ; sa mission étant dès lors sans objet, ce dernier rejoignit alors l'escadre britannique dans les îles ioniennes.

### Opérations dans le golfe de Corinthe, bataille d'Itéa

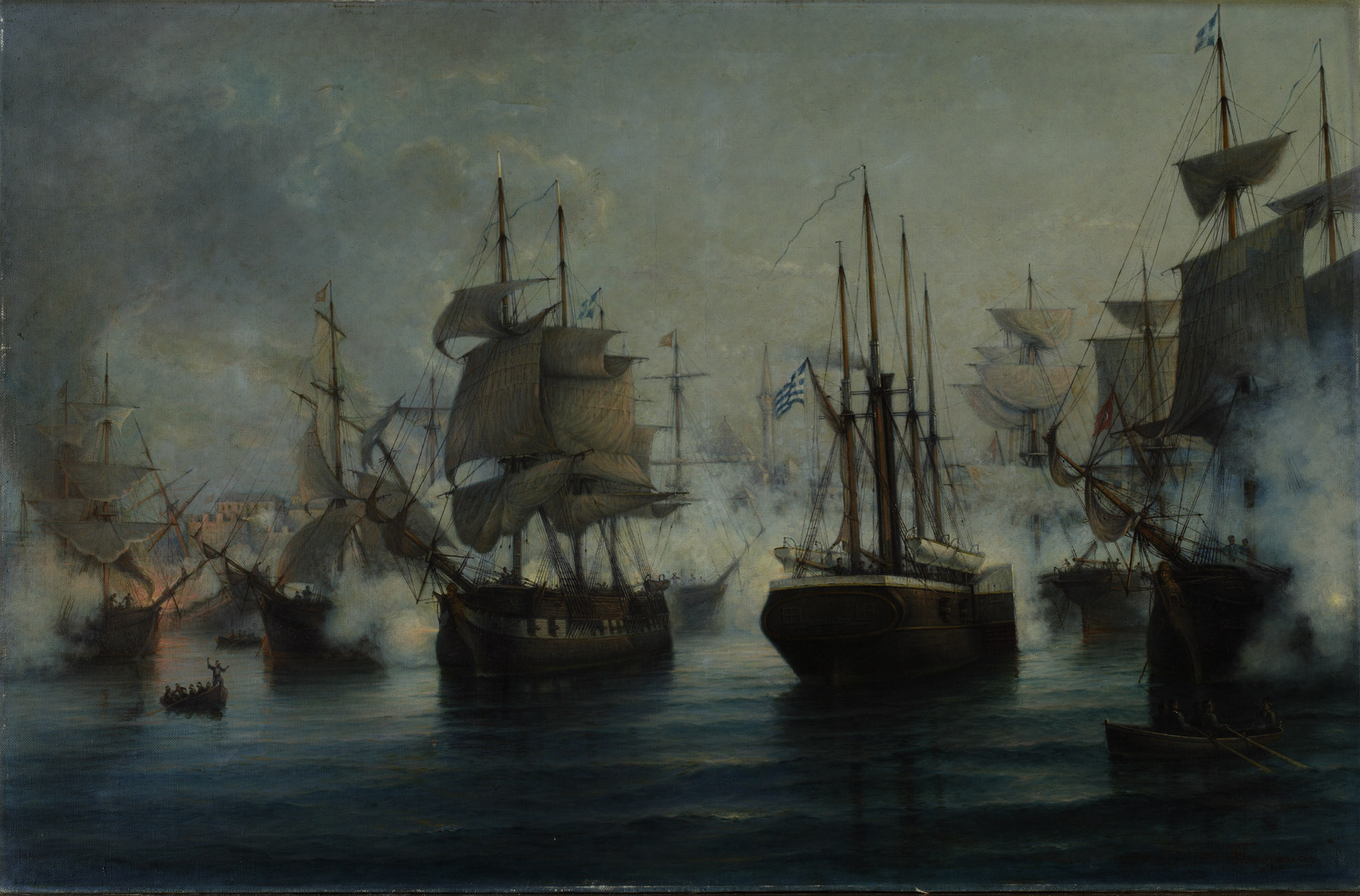
La Kartéria à la bataille d'Itéa.

Les troupes commandées par Church et rassemblées sur la côté d'Achaïe devaient être transportées au travers du golfe de Corinthe par les navires de Cochrane. La flotte grecque entama un blocus de Missolonghi, défendue par une faible garnison.
L'amiral britannique Codrington enjoignit cependant à Cochrane de quitter le golfe de Patras afin de respecter l'armistice ; Cochrane, laissant sur place Hastings avec la Kartéria, le brick Sauveur, deux goélettes et deux canonnières, mit le cap avec le reste de la flotte sur Syros ; en chemin, il fut rejoint par l'Enterprise, le second des navires à vapeur construits à Londres.
Le capitaine du Sauveur, Thomas, franchit les Petites Dardanelles le 21 septembre, accompagné des deux goélettes et d'une canonnière. Deux jours plus tard il attaqua une flottille turque ancrée dans la baie de Salona, mais fut repoussé. Hastings ayant suivi le 22 avec la Kartéria fut surpris entre les deux forts de Rion et Antirion par un calme, mais put être remorqué le lendemain par une canonnière. L'escadre ottomane était composée d'un brick de 14 canons portant le pavillon d'un amiral, d'une belle goélette algérienne de 16 ou 20 canons, d'un brick et de deux goélettes plus petits, de deux transports armés et de deux grandes chaloupes canonnières, ainsi que de trois bricks de commerce autrichiens en train de charger du raisin de Corinthe,.
Gêné par le mauvais temps, Hastings ne put attaquer que le 30 septembre, soutenu par le Sauveur : en une demi-heure, il mit l'escadre ennemie hors de combat. Après un tir destiné à ajuster le tir, une bordée d'obus vides chauffés au rouge fit exploser le brick amiral, puis une seconde incendia une des goélettes et coula le second brick. L'équipage du Sauveur tenta de s'emparer de la grande goélette algérienne, évacuée par son équipage, mais celle-ci était échouée ; ne pouvant être remise à flot, elle fut finalement incendiée : le capitaine Thomas fut blessé à la cuisse et son second mortellement touché dans cette action. Au terme du combat sept des neuf navires ennemis furent détruits, et les trois navires marchands capturés.

### Bataille de Navarin

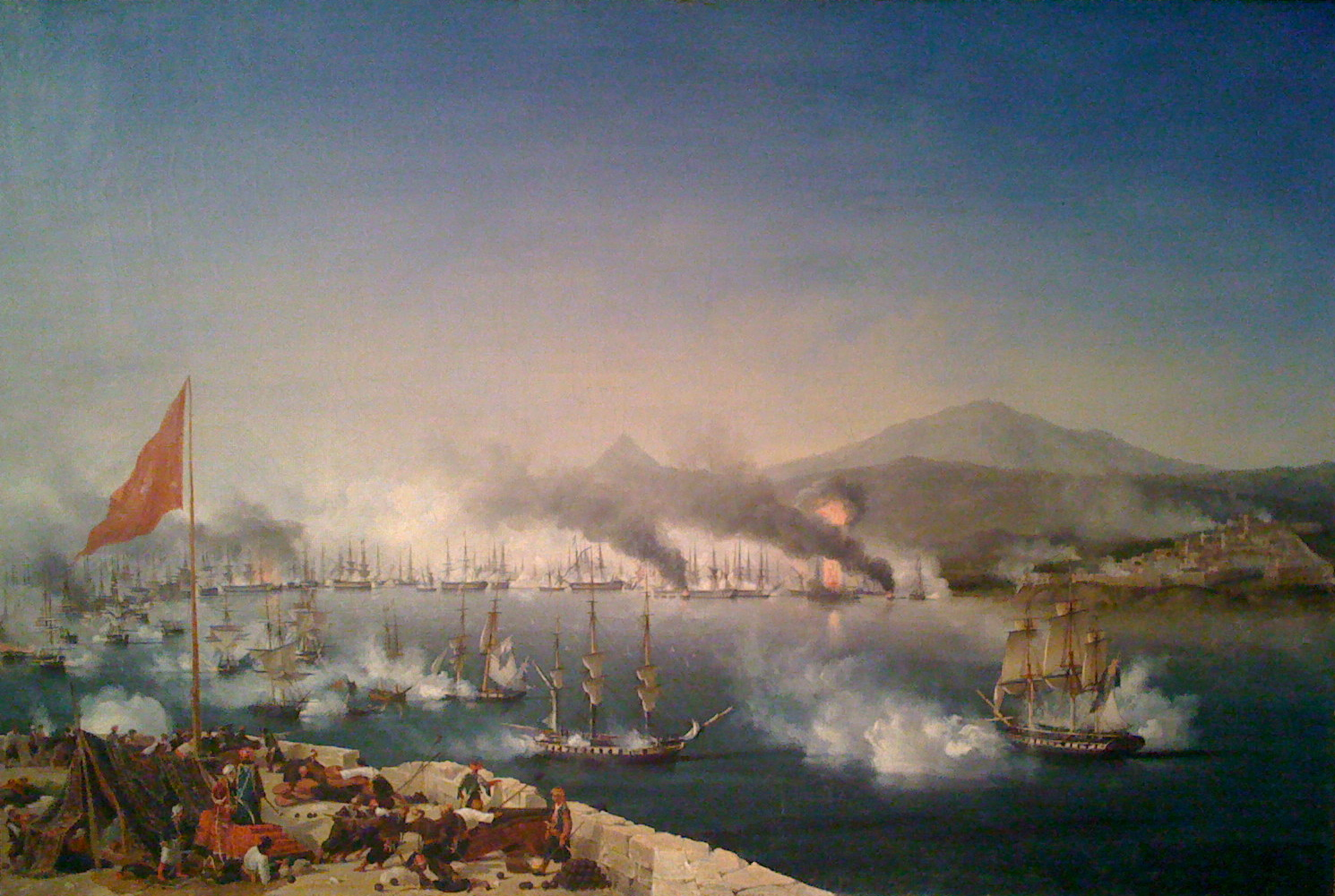
Bataille de Navarin.

Le 20 octobre, la flotte alliée détruisit la flotte égypto-ottomane dans la baie de Navarin.

### Expédition à Chios
Dès la mi-septembre, 3 bricks spetsiotes avaient entamé le blocus de l'île. L'expédition du colonel Fabvier partit le 21 octobre de sa base de Méthana, arriva à Chios via Psará le 26 et débarqua avec succès deux jours plus tard, soutenu par dix bricks et d'autres navires plus petits. Cochrane, retardé par des problèmes logistiques, arriva le 30 à bord de l'Hellas, accompagné de la corvette Hydra. Il se heurta à Fabvier qui craignait de se voir spolié d'une victoire qu'il jugeait facile, et qui refusa sa proposition d'incendier la flottille ottomane protégeant le port par des fusées Congreve ; il quitta donc l'île avec ses navires au bout de cinq ou six jours, prenant prétexte d'une proclamation des amiraux alliés (Chios se trouvant hors de la zone où les opérations étaient théoriquement tolérées). Contrairement aux espérances de Fabvier, le siège de la forteresse de Chios se prolongea. Le 10 novembre, le capitaine de la corvette française Pomone l'invita au nom de l'amiral de Rigny à évacuer l'île, ce qu'il refusa ; le 16 novembre le capitaine d'un brick de guerre britannique renouvela l'injonction de lever le siège, cette fois au nom des trois amiraux (anglais, français et russe), à nouveau en vain : ces incidents furent déformés au point que la presse française annonça fin décembre la destruction de la flotte grecque (tout ou partie) par la flotte française, les journaux libéraux, philhellènes, accusant le gouvernement d'avoir ainsi voulu montrer son impartialité par une répétition de la bataille de Navarin, cette fois au détriment des Grecs.
Le 17 décembre, Fabvier organisa un coup de main à Tchesmé, sur le continent, où une expédition ottomane de secours étaient préparée.
En janvier 1828, l'escadre grecque fut renforcée par la corvette Hydra et le brick Sauveur. Fabvier projeta un nouveau coup de main sur le continent ; juste avant d'embarquer, le 18 janvier, une violente tempête s'éleva et dispersa la flotte grecque qui subit de gros dégâts : le Sauveur fit naufrage, les navires de Kanáris et de Lebessis durent abattre leurs mâts. L'expédition fut donc reportée, ce qui sauva finalement Fabvier d'une catastrophe : la veille de l'embarquement, une sortie générale des assiégés permit à ces derniers de s'emparer de la batterie principale à Tourlotti, provoquant un mouvement de panique ; la situation fut rétablie pour les Grecs in extremis, mais si l'expédition avait eu lieu comme prévu le siège aurait été très probablement levé.
De leur côté les Ottomans accentuaient progressivement leurs efforts pour secourir leur garnison. Le 6 janvier, Tahir Pacha sortit des Dardanelles à la tête d'une escadre mais n'alla pas plus loin que Lesbos, intimidé par des manœuvres de Rigny (ce dernier n'aurait pas été en mesure d'affronter directement les Turcs, l'île de Chios n'étant pas couverte par les conditions de l’armistice imposé par les Puissances, mais il agit de façon à persuader l'amiral ottoman du contraire par sympathie avec Fabvier) et fit demi-tour. Le 5 mars, mieux informé des intentions réelles de Rigny ou décidé à courir le risque d'un accrochage, il prit la tête d'une nouvelle expédition, et arriva le 12 avec cinq navires dans le canal de Chios, dont il resta maître après un affrontement (relaté de façon contradictoire) avec trois bricks grecs. Le blocus maritime étant ainsi levé, la garnison fut renforcée depuis la côte asiatique par 2500 hommes à l'aube du 14 : les troupes grecques levèrent le siège et se réfugièrent sur la côte ouest de l'île avec une partie de la population. Ce même jour, l'escadre de Tahir Pacha leva l'ancre pour rentrer à sa base, tandis que Miaoulis arrivait quelques heures plus tard à bord de l'Hellas et la prit en chasse en compagnie de 3 navires psariotes ; ne pouvant la rattraper il revint à Chios le 16 et reprit le blocus.
Dès l'annonce de l'arrivée de Tahir, l'amiral de Rigny s'était rendu sur les lieux à bord du Trident accompagné de la frégate Fleur-de-Lys, afin d'éviter une répétition des scènes de 1822. Les deux navires convoyèrent ainsi plusieurs centaines de réfugiés vers Tinos et Syros.
Malgré l'arrivée de Miaoulis la situation des troupes grecques semblait désespérée mais des dissensions s'élevèrent entre Fabvier et les membres de la commission qui refusait de fournir les moyens d'évacuation (Fabvier les accusant de chercher à masquer des malversations auxquelles ils se seraient livrés, tandis que les autres l'accusaient d'avoir été soudoyé pour lever le siège) ; finalement grâce aux pressions du capitaine Lalande de la Fleur-de-Lys l'évacuation fut organisée et achevée le 26, Fabvier et 300 hommes et officiers à bord de la frégate française, 1200 soldats sur l'Hellas et le reste sur d'autres navires grecs.

### Explosion de la piraterie grecque, réaction occidentale

#### Destruction de la base pirate de Gramvoussa
En août 1825, la forteresse de Gramvoussa était tombée par surprise aux mains des Grecs. Elle fut alors colonisée par 6 à 7 000 réfugiés ayant fui la Crète l'année précédente après sa reconquête et qui espéraient reprendre contact avec leurs relations restées sur l'île. Cependant, les conditions locales étaient très difficiles : 3 000 personnes moururent d'épidémies et de malnutrition en quelques mois et une partie des autres quitta l'île pour rejoindre à nouveau le Péloponnèse ou les Cyclades. Les survivants se tournèrent vers la piraterie pour subsister : en février 1826, une goélette affrétée pour la course s'empara ainsi d'une forte somme à bord d'un navire français ; pour éviter une riposte de la part des escadres occidentales, les autorités de l'île feignirent de condamner cette action alors que le navire pirate leur appartenait.
Après une période de calme, d'autres navires pirates furent armés, qui s'attaquèrent d'abord aux navires de puissances de second rang (États pontificaux, Suède, Espagne, Naples). Au cours de l'année 1827, la flotte pirate monta en puissance et s'organisa de façon rationnelle, chaque habitant devant contribuer selon ses possibilités à un fonds commun, les bénéfices étant ensuite répartis de façon équitable entre chaque « actionnaire » après prélèvement d'un cinquième du butin pour la caisse commune. Progressivement les petits navires (misticks) furent remplacés par des navires de plus fort tonnage, dont une bonne partie faisaient précédemment partie de la flotte grecque, alors en pleine déliquescence, et que leurs propriétaires réorientaient vers la piraterie sous couvert de ventes fictives. À son apogée en septembre 1827, la flotte comptait 8 bricks et 40 goélettes. 487 navires marchands (dont 93 anglais) auraient ainsi été capturés et ramenés à Gramvoussa, sans compter ceux qui furent coulés en mer, l'équipage de deux de ces derniers (français et sarde) étant même massacré.
L'activité pirate diminua fortement à partir de septembre (notamment en raison du renforcement des escadres britannique, française et russe dans le cadre de leur intervention conjointe, et de menaces de Codrington envers les pirates) et les autorités de Gramvoussa organisèrent des opérations de plus grande ampleur pour soulever à nouveau la Crète (il semblait en effet que les dispositions du traité de Londres conclu en août s'appliqueraient aux régions effectivement insurgées et que la Crète pouvait ainsi espérer rejoindre le nouvel État projeté - selon Gordon, il s'agissait aussi de donner le change aux puissances occidentales et d'éviter ainsi une intervention armée contre la piraterie). Une première expédition débarquée à Agios Nikolaos fut repoussée après un premier succès. Une seconde intervention était prévue en janvier mais fut suspendue par l'arrivée d'une escadre anglo-française chargée de mettre fin à l'activité pirate de l'île, officiellement à la demande du nouveau gouvernement grec dirigé par Kapodistrias, qui avait rencontré à cet effet les autorités anglaises lors de son escale à Malte.
Thomas Staines (en) fut ainsi dépêché à la tête d'une escadre composée des frégates Isis, Cambrian et Rattlesnake et deux bricks, renforcée d'un détachement français (la corvette Pomone, un brick et deux goélettes, commandés par le capitaine de Reverseau). Un détachement d'infanterie de 60 hommes fut embarqué à Cythère. Mavrocordatos rejoint la flottille depuis Égine le 30 janvier en tant que représentant du gouvernement grec.
Après l'échec de tentatives de conciliations, Staines ordonna de passer à l'attaque l'après-midi du 31 et de canonner la douzaine de navires grecs présents dans le port. Quatre de ceux-ci furent brûlés, trois coulés et cinq capturés. Au cours de la manœuvre la frégate Cambrian heurta un écueil et sombra le lendemain.